# Église Saint-Gildard de Longuesse
L'église Saint-Gildard est une église catholique paroissiale située à Longuesse, en France. Ce fut, sous l'Ancien Régime, l'une des nombreuses possessions de l'abbaye de Saint-Germain-des-Prés. Sa construction remonte à la fin du XIIe siècle, en ce qui concerne le chœur et la croisée du transept, qui sont de style gothique et de dimensions considérables pour un petit village. L'architecture de ces travées est soignée, et d'une sobriété raffinée. L'église Saint-Gildard était conçue pour devenir l'une des plus prestigieuses églises du Vexin français. Seulement, l'édifice ne fut jamais achevé, et sans doute aussi privé des deux croisillons du transept pendant la guerre de Cent Ans. Ils furent remplacés par des chapelles à la période flamboyante et à la Renaissance, au cours des années 1520 / 1530 et à partir du milieu du XVIe siècle. Le clocher date de la même époque, et est d'une telle simplicité qu'il apparaît comme une construction provisoire. La base du clocher occupe une moitié de la seule travée de la nef qui fut construite, ou reconstruite. De cette façon, l'église Saint-Gildard ne possède pas de façade. Ses parties orientales sont toutefois assez remarquables pour justifier le classement aux monuments historiques par arrêté du 31 mai 1910. Longuesse est aujourd'hui affilié à la paroisse Avernes et Marines, et l'église Saint-Gildard n'accueille plus que trois ou quatre messes dominicales par an.

## Localisation

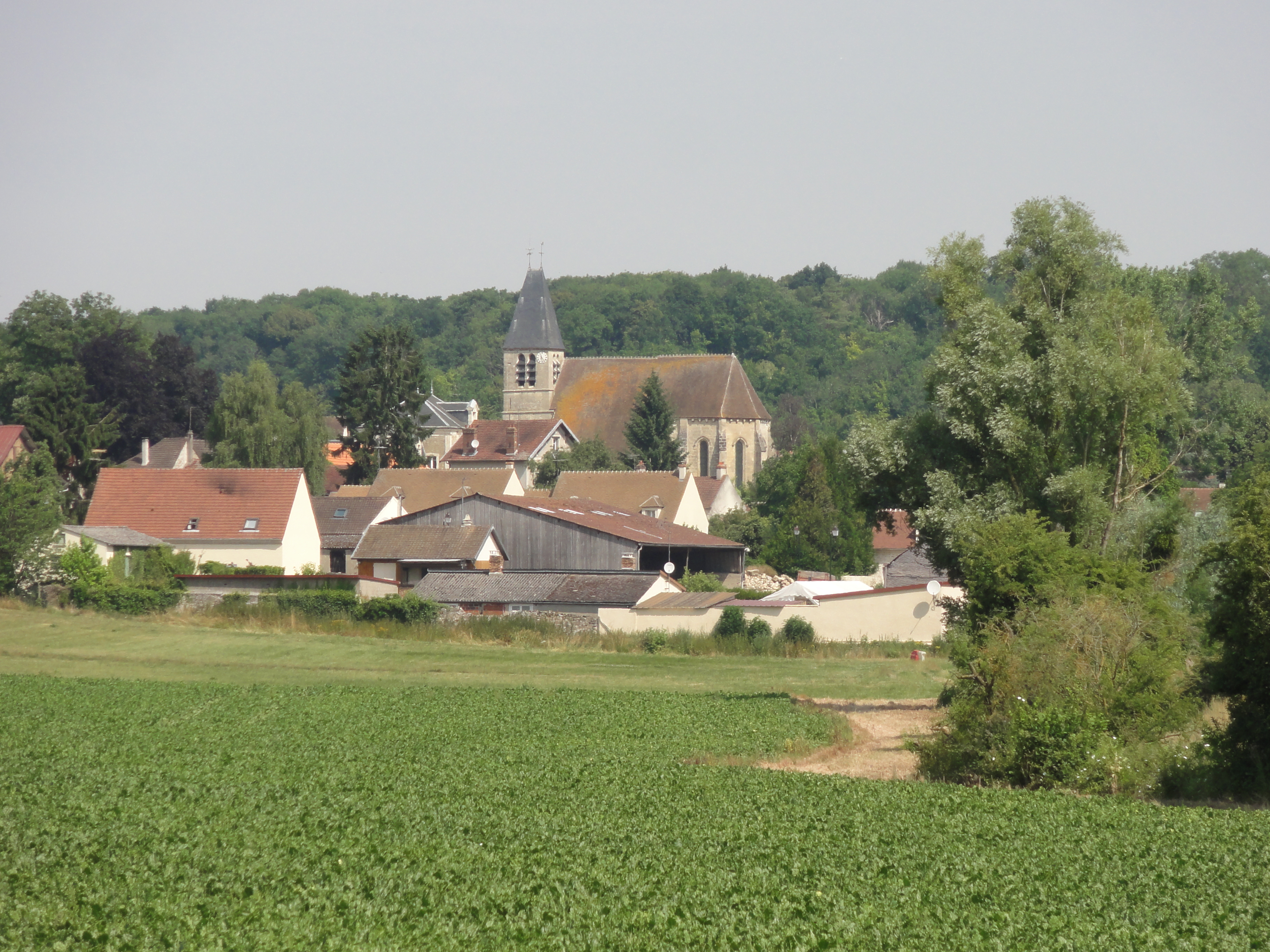
Approche du village par le sud.

L'église est située en France, en région Île-de-France et dans le département du Val-d'Oise, dans le Parc naturel régional Oise-Pays de France, sur la commune d'Longuesse, au milieu du village, Grande-Rue. Elle est perpendiculaire à la rue. Le chevet donne immédiatement sur la rue. Au sud, s'étend un parvis, qui est partagé avec la mairie-école, bâtie parallèlement à la rue, mais en recul, perpendiculairement à l'église. De cette façon, son élévation méridionale n'est pas entièrement dégagée : le clocher, implanté à l'angle sud-ouest, est caché par la mairie. Au nord, une ruelle en cul-de-sac sépare l'élévation septentrionale d'une cour de ferme close de murs. Avant la Révolution Française, la ferme appartenait à l'abbaye de Saint-Germain-des-Prés. Il n'y a pas de façade occidentale, car l'église est restée inachevée. Son mur occidental, qui revêt un caractère provisoire, est enclavé dans la cour de ferme.

## Histoire

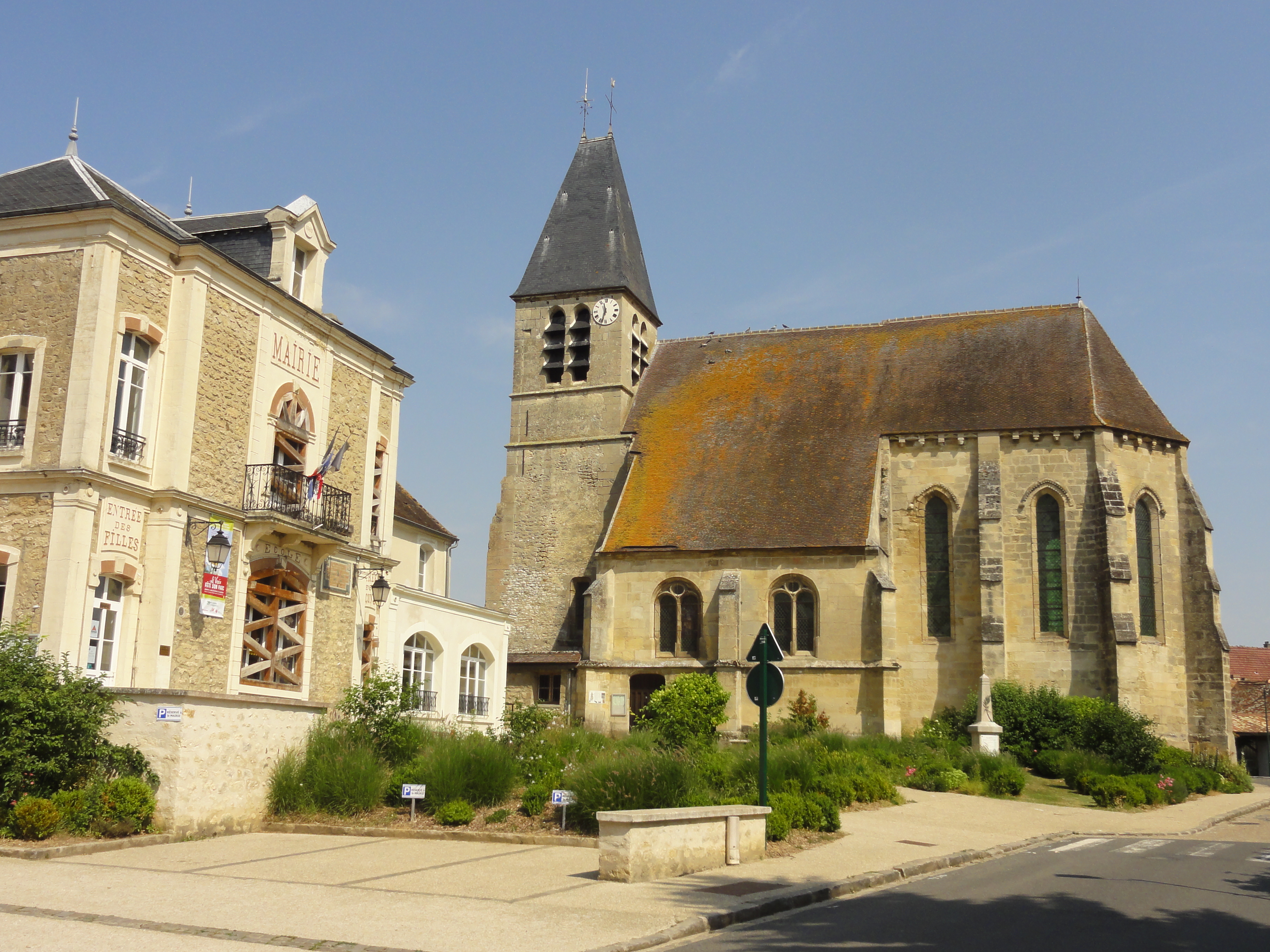
Mairie-école et église.

L'église est dédiée à saint Gildard de Rouen (connu également comme Godard), évêque de Rouen de 488 environ jusqu'à sa mort en 525, et patron de la ville de Rouen jusqu'à la canonisation de saint Romain. Longuesse est une ancienne terre royale. En cette vertu, Charles III le Simple peut accorder, en 918, la chapelle de Longuesse avec ses revenus à l'abbaye de Saint-Germain-des-Prés. En contrepartie, il demande, par la charte de donation, des prières et services religieux pour lui et les membres de sa famille. Par la suite, l'abbaye parisienne est apparemment spoliée de son bien. En effet, un document de 960 stipule que Hugues II, évêque de Rouen, rend l'église de Longuesse à l'abbaye, en se réservant seulement le droit de synode et de procuration. L'opération est renouvelée deux siècles plus tard par Hugues III, qui veut compenser l'abbaye du fidèle dévouement à sa personne. La donation est encore confirmée en 1175 par Rotrou de Warwick, son successeur. Sous tout l'Ancien Régime, l'abbé de Saint-Germain-des-Prés reste le collateur de la cure. La rémunération du curé, à portion congrue, est à sa charge, mais les archives gardent les traces de nombreux différends, qui montrent que le curé peine souvent à recouvrir son traitement, qui est du reste souvent perçu comme insuffisant. L'abbaye de Saint-Germain-des-Prés n'établit jamais un prieuré à Longuesse. Sur place, ses intérêts sont d'ordre purement temporel, et ils sont défendus par un religieux ayant le titre de procureur ou usufruitier. La paroisse relève du doyenné de Meulan, de l'archidiaconé du Vexin français avec siège à Pontoise, et de l'archidiocèse de Rouen.

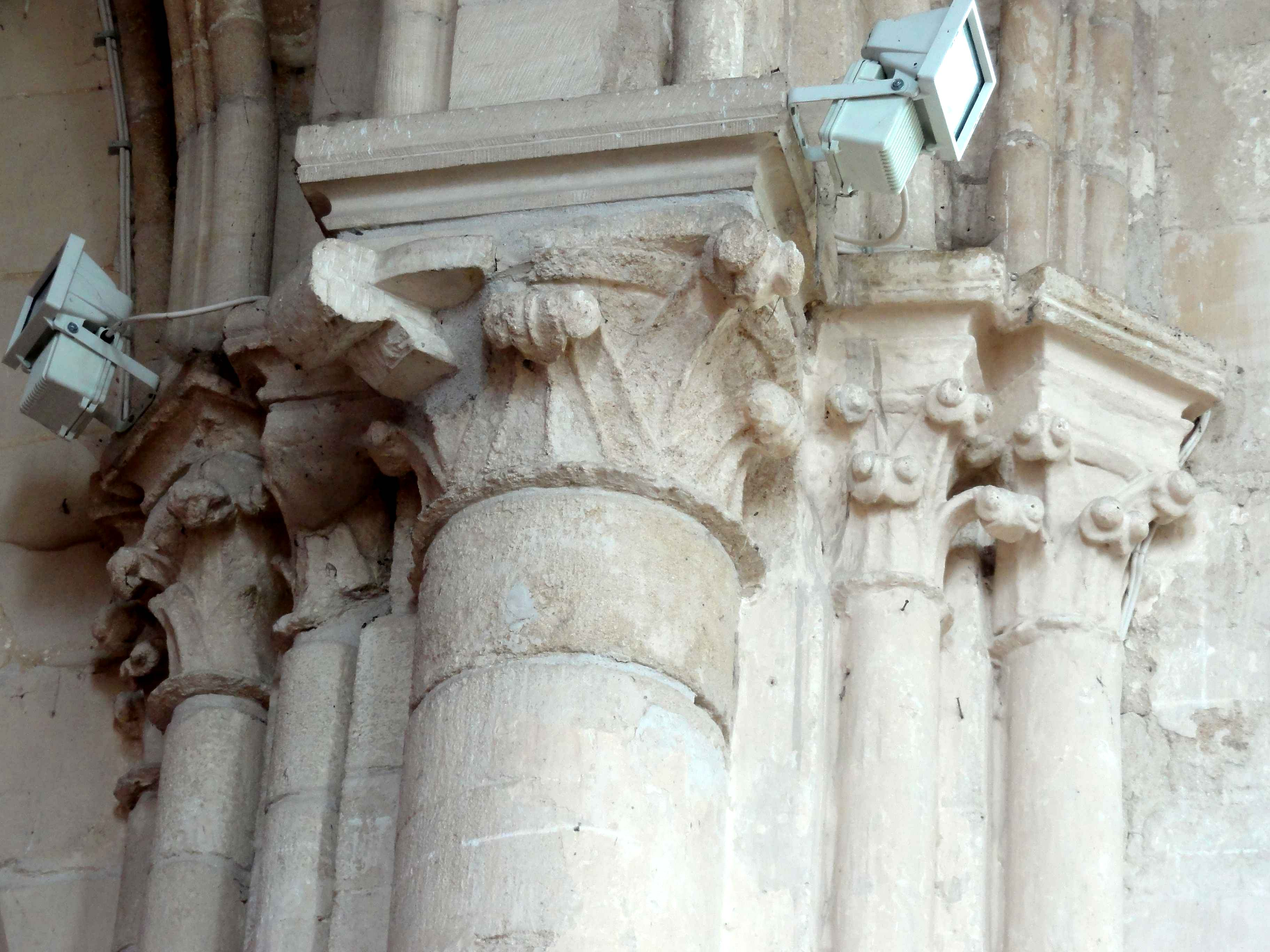
Chapiteaux de la fin du XIIe siècle.

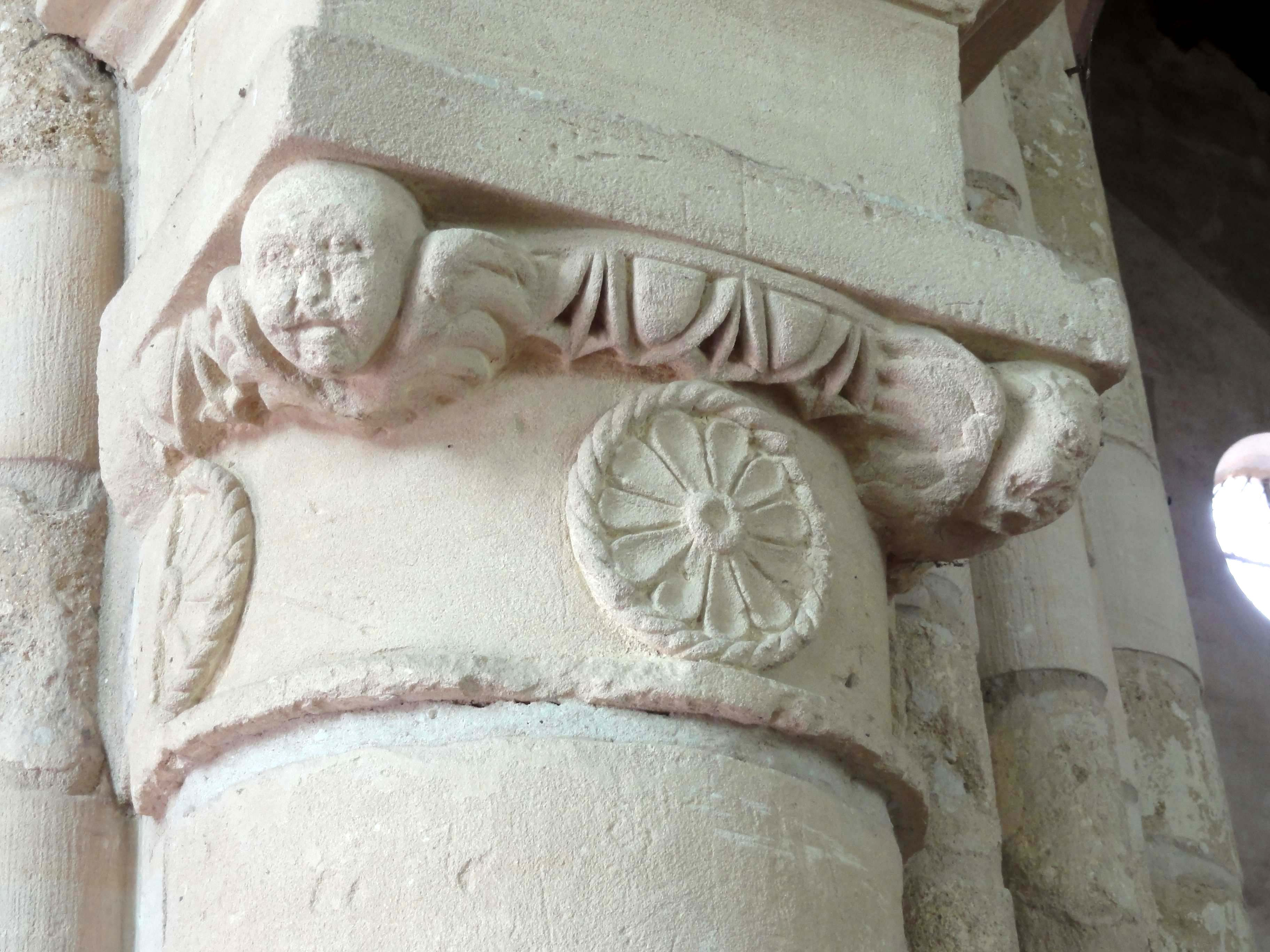
Chapiteau Renaissance.

L'histoire de l'église reste encore à élucider. Son vaisseau central est de style gothique primitif, et le début de sa construction peut être situé à la fin du XIIe siècle. Il se compose d'une seule travée de nef ; d'une travée prévue comme croisée du transept ; et d'un vaste chœur se terminant par un chevet polygonal. Deux chapelles flanquent la seconde travée. Il est manifeste que l'église n'est pas complète, car il n'y a pas de façade occidentale, ni de portail représentatif, et la nef est bien trop courte. L'on ignore si l'édifice est resté inachevé, où s'il fut partiellement détruit sous la guerre de Cent Ans. La question se pose également à propos du transept. Bernard Duhamel n'a pas remarqué que les murs hauts au-dessus des grandes arcades de la travée, qu'il qualifie de nef, bouchent des arcs-doubleaux aussi élevés que ceux à l'ouest et à l'est, et formule seulement l'hypothèse que la travée a pu être munie de bas-côtés dès l'origine. Quoi qu'il en soit, la configuration de la voûte du carré du transept et des faisceaux de colonnettes montrent que le parti initial fut de construire deux croisillons du transept, et pas seulement des chapelles de faible hauteur. Il est certain aussi que l'état actuel est cimenté depuis le XVIe siècle, quand les deux chapelles furent construites sous deux campagnes différentes. Celle du nord est gothique flamboyante, et montre les caractéristiques du second quart du XVIe siècle, et celle du sud affiche le style de la Renaissance, et date probablement de la seconde moitié de ce même siècle. Quant au clocher, Monique Richard-Rivoire le classe parmi les clochers flamboyants du Vexin. Cette précision est importante, car pour une raison obscure, Bernard Duhamel affirme que le clocher et la travée de nef furent édifiés en 1870. Puisque la date n'est certainement pas inventée, elle devrait plutôt correspondre au toit à la hache, ou à d'importantes réparations. Une autre campagne de réparation, qui n'a pas non plus laissé de traces apparentes, fut menée au XVIIIe siècle.
L'église Saint-Gildard est classée aux monuments historiques par arrêté du 31 mai 1910. Le 25 mai 1917, un cyclone l'endommage gravement. Le toit du clocher est emporté par le vent, et des pans entiers de la charpente se retrouvent dans la cour de l'école ; le reste des toitures est découvert ; et plusieurs vitrages sont enfoncés. Ces dégâts sont photographiquement documentés par l'architecte en chef des monuments historiques, Gabriel Ruprich-Robert. L'église est remise en état par la suite. La restauration des voûtes, au cours des années 1930, s'effectue sous la direction de l'architecte en chef, Jules Formigé. — Après le rattachement au nouveau diocèse de Versailles créé sous la Révolution française pour regrouper les paroisses du département de Seine-et-Oise, Longuesse change une seconde fois de diocèse en 1966, quand la refonte des départements d'Île-de-France motive l'érection du diocèse de Pontoise, qui correspond au territoire du nouveau département du Val-d'Oise. Le village est aujourd'hui affilié à la paroisse Avernes et Marines, qui est très étendue, et réunit trente-cinq clochers. Dans les petits villages, les messes dominicales ne sont célébrées qu'épisodiquement, en l'occurrence, trois à quatre fois par an.

## Description

### Aperçu général

Plan de l'église.

Régulièrement orientée, l'église répond à un plan symétrique assez simple, mais atypique. Elle se compose d'une nef inachevée limitée à une seule travée, dont la moitié méridionale contient la base du clocher, ouverte par de grandes arcades ; d'une grande travée carrée prévue comme croisée du transept, mais tenant lieu de nef ; de deux chapelles de deux petites travées flanquant cette nef et communiquant avec celle-ci par de grandes arcades ; et d'un chœur d'une seule travée très profonde, avec une partie droite et une abside à pans coupés. La croisée du transept est conçue pour ne comporter qu'un unique niveau d'élévation, mais présente des murs aveugles au-dessus des grandes arcades dans sa configuration actuelle. Les autres parties de l'église sont à un seul niveau d'élévation. La hauteur et la largeur des trois travées du vaisseau central est identique sur toute la longueur de l'édifice. La chapelle du nord est subdivisée en deux parties par un mur. La première travée sert de porche. Une tourelle d'escalier occupe l'angle entre la nef provisoire et la chapelle du nord, et la sacristie flanque la nef provisoire (et plus particulièrement le clocher) au sud. La base du clocher est voûtée d'ogives, mais pas le reste de la nef provisoire. La grande travée carrée et les chapelles sont munies de voûtes d'ogives quadripartites ordinaires. Le chœur présente une voûte très particulière à dix branches d'ogives, qui constitue une combinaison entre une voûte sexpartite, employée parfois pour les travées carrées à la première période gothique, et une voûte à six branches d'ogives telle qu'habituellement employée pour les absides à pans coupés. L'on accède à l'église par des portails latéraux uniquement, situés dans la première travée de chacune des deux chapelles. L'ensemble de l'église est couvert par une large toiture à deux rampants, ce qui donne des toits en appentis pour les chapelles. Le clocher est coiffé d'un toit à la hache.

### Intérieur

#### Croisée du transept

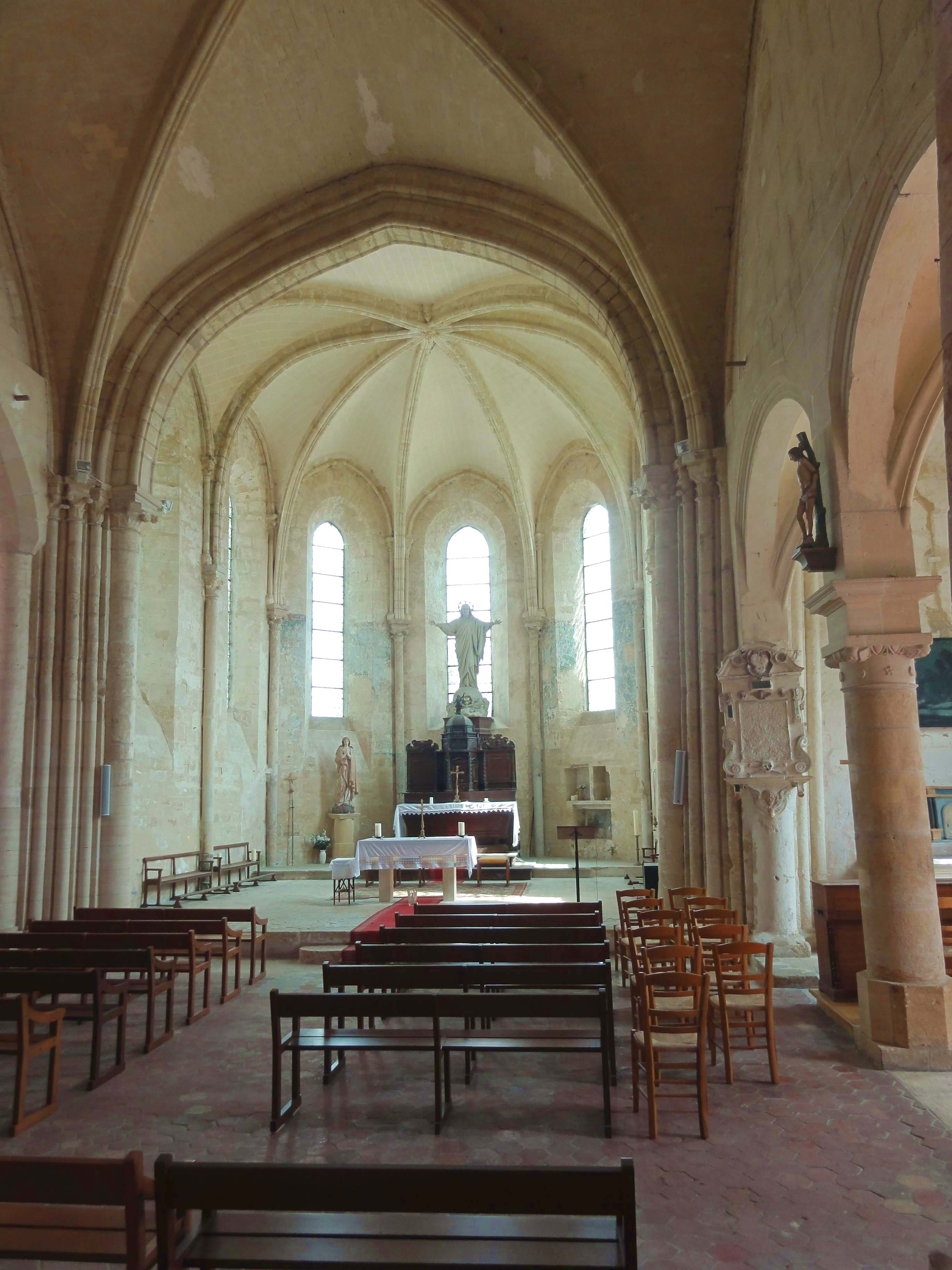
Vue vers l'est.

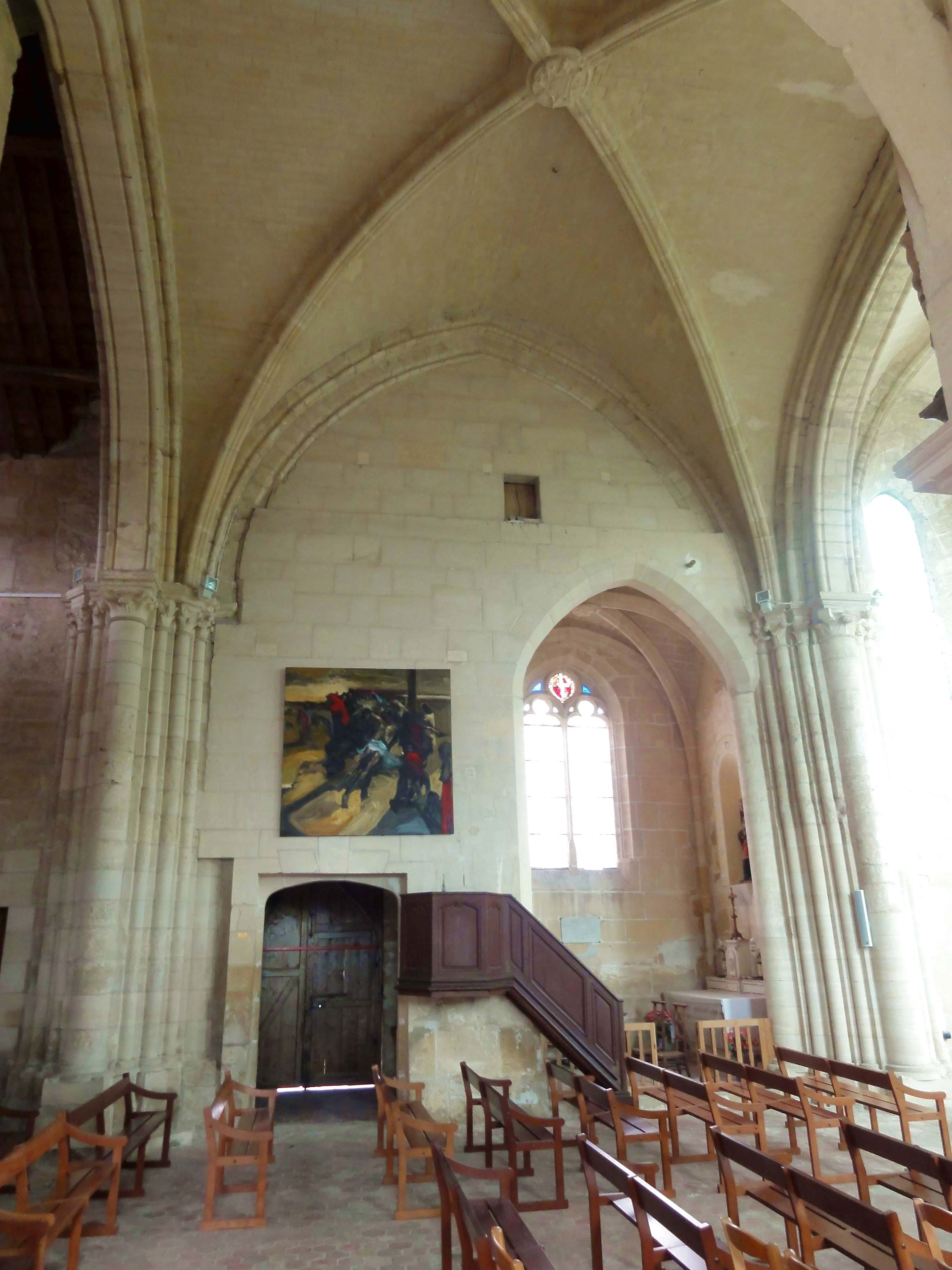
Vue vers le nord.

Que l'on arrive depuis le nord ou depuis le sud, l'on entre dans l'église par la croisée du transept, après avoir traversé l'une des petites chapelles, et non par la nef proprement dite, restée apparemment à l'état d'ébauche, comme à la cathédrale de Beauvais. La travée surprend par son ampleur. Sa superficie dépasse les carrés du transept des autres églises rurales du Vexin de la période gothique, qui tiennent généralement lieu de base au clocher, et adoptent donc une largeur et une profondeur restreintes. L'on voit déjà depuis l'extérieur que la hauteur est relativement importante. À l'intérieur, l'impression d'élancement se relativise un peu, car la hauteur des piliers ne dépasse pas la largeur entre les colonnes les plus rapprochées, qui est assez considérable. La hauteur de la voûte permet d'augmenter la hauteur totale de la travée de moitié. Le rapport des proportions, qui repose sur des principes très simples, est l'une des clés de l'harmonie des églises gothiques. L'on se rapproche des dimensions de la première travée du chœur de Vétheuil, qui est l'un des plus grands du Vexin, car en le raccordant à la croisée du transept par une courte travée intermédiaire, l'architecte s'est libéré des contraintes imposées par la distance entre les piles du clocher. En l'occurrence, les faisceaux de colonnettes aux quatre angles paraissent bien trop minces en proportion avec la superficie de la travée, pour imaginer qu'ils puissent former les piliers d'un clocher central. Le diamètre des fûts paraît être le même qu'à Avernes ou Us, où le carré du transept, effectivement un peu plus petit, sert justement de base au clocher. La configuration des supports et des arcs-doubleaux, le profil des nervures des voûtes et même les bases sont par ailleurs pratiquement identiques qu'à Avernes. La sculpture des chapiteaux n'est toutefois pas de la même signature, bien qu'assez proche, et le profil des tailloirs diffère nettement.
La travée se présente comme suite. La clé de voûte est de style flamboyant, et a été incrustée après-coup. Elle se présente comme un disque entouré d'une corde, mais le décor est inspiré des découpages flamboyants. Deux losanges superposés, assemblés chacun de quatre segments de cercle, forment une étoile à huit branches, terminés en fleuron. Une tête trilobée, comme sur les réseaux des fenêtres flamboyantes, s'inscrit dans chacun des intervalles entre deux branches. En plus, chacun des triangles résultant du croisement des segments de cercle inscrit un feston. Le centre de la clé affiche un écusson, dont les armoiries restent encore à identifier. Les ogives sont au profil d'une fine arête entre deux tores, ce qui est l'un des profils les plus répandus à la première période gothique (à Avernes, il y a un large filet entre les deux tores). Les tailloirs carrés des ogives sont implantés à 45°, face aux ogives, ce qui correspond au cas le plus fréquent à la première période gothique. Les doubleaux sont à double rouleau. Le rouleau supérieur est mouluré d'un tore dégagé de chaque côté, et le rang de claveaux inférieur se compose d'un méplat entre deux tores dégagés, ce qui est, une fois de plus, conforme à la règle générale à la période de construction. Le tracé des doubleaux vers la nef et vers le chœur n'est pas tout à fait régulier : il est proche de la verticale au-dessus des tailloirs, mais surbaissé en haut, ce qui évoque un arc en mitre. Des tracés pareils se trouvent à Fontenay-en-Parisis, Livilliers et Villiers-le-Bel. Selon Jules Formigé, qui a restauré les voûtes au cours des années 1930, il est impossible que ce tracé résulte d'une simple déformation. Plus vraisemblablement, les voûtes étaient primitivement en plein cintre, et leurs parties hautes s'étaient abaissées. Constatant que seules les parties hautes étaient affectées par les désordres de structure, l'on se contenta de les relever, mais de manière insuffisante, si bien qu'elles finissaient par s'abaisser de nouveau. Au nord et au sud, où les doubleaux sont bouchés, de sorte que le tore du rouleau supérieur paraît comme un formeret, la régularité du tracé est parfaite.
La retombée des ogives et doubleaux s'effectue sur des faisceaux de colonnettes, qui se composent d'un fût de fort diamètre vers chaque point cardinal, réservé au rouleau inférieur des doubleaux, et de trois fines colonnettes du même diamètre dans chaque angle, destinées aux ogives et au rouleau supérieur des doubleaux. Ces groupes de fines colonnettes existent aussi côté nef, où deux parmi les trois colonnettes restent sans emploi. Une devait être destinée à recevoir les formerets le long des murs gouttereaux de la nef. Seulement deux fûts existent du côté des chapelles et du chœur, soit un pour le rouleau supérieur du doubleau vers le carré du transept, et un pour l'ogive, reconnaissable grâce à sa base plantée de biais. Il n'est plus possible de savoir si un troisième fût existait à l'emplacement des murs des chapelles, mais il est plus vraisemblable que les formerets des croisillons devaient se partager les tailloirs avec les ogives, comme dans le chœur. Tous les fûts sont appareillés avec les piliers. Les gros fûts sont engagés dans les piliers, tandis que les petits fûts sont logés dans des ressauts des mêmes. Les tailloirs ont en partie été refaits, et il semble que le profil des tailloirs remplacé ne corresponde pas exactement au parti d'origine. Les tailloirs authentiques de la fin du XIIe siècle se composent, du haut vers le bas, d'une plate-bande ; d'une baguette ; d'un profond cavet ; et d'une autre baguette. Sur les tailloirs refaits, les baguettes sont aplaties et angulaires. Dans l'angle nord-ouest, deux chapiteaux se partagent un même tailloir, ce qui ne semblent pas être la configuration d'origine à Longuesse. Les corbeilles des chapiteaux sont, pour la plupart, sculptés de deux rangs de feuilles striées aux extrémités recourbées en gras crochets. Sur certains chapiteaux, des feuilles polylobées se substituent aux crochets. Les bases affichent un petit tore aplati, un rang de perles, et un gros tore aplati flanqué de griffes végétales, comme à Avernes.

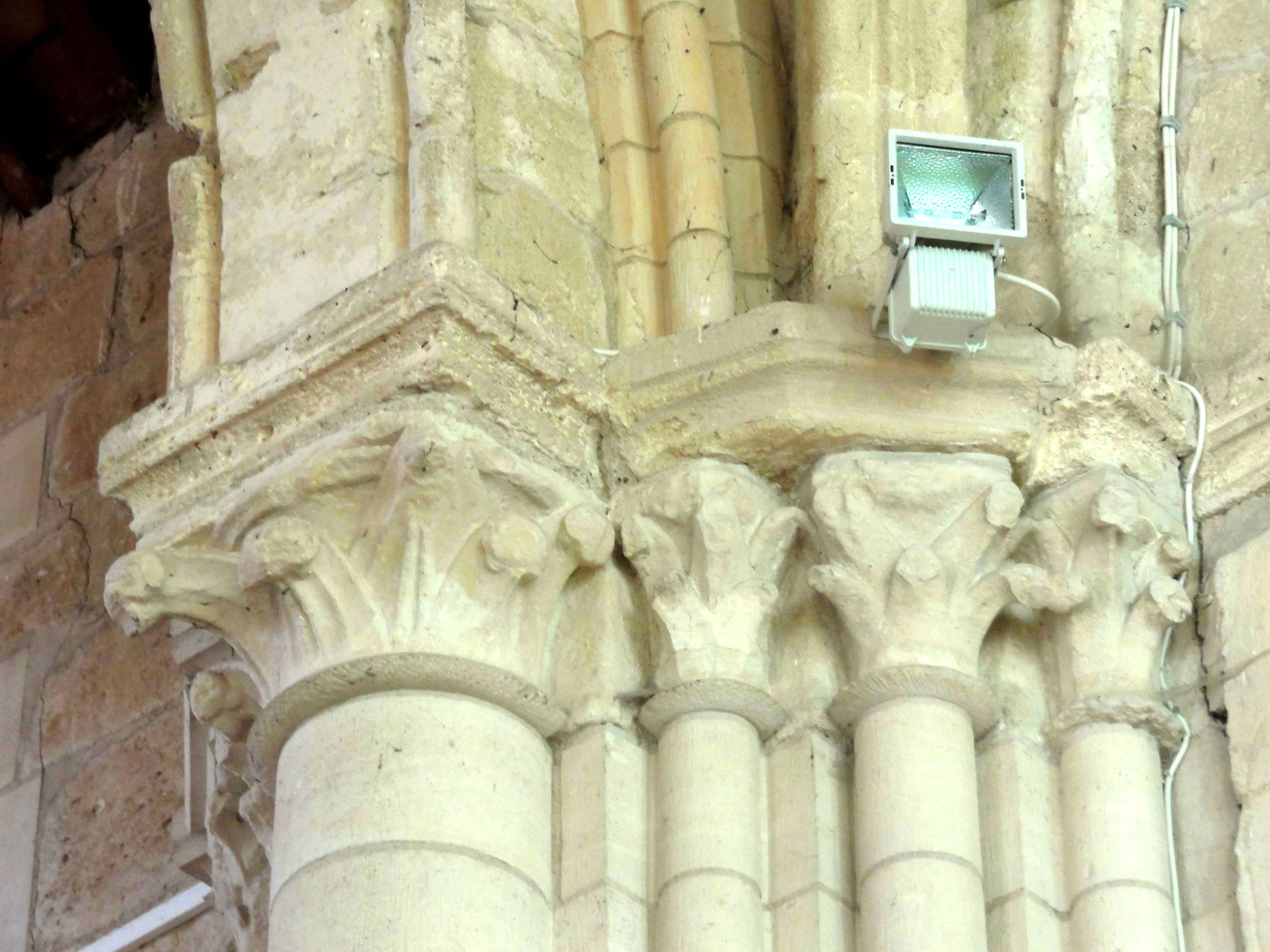
Chapiteaux au nord-ouest.
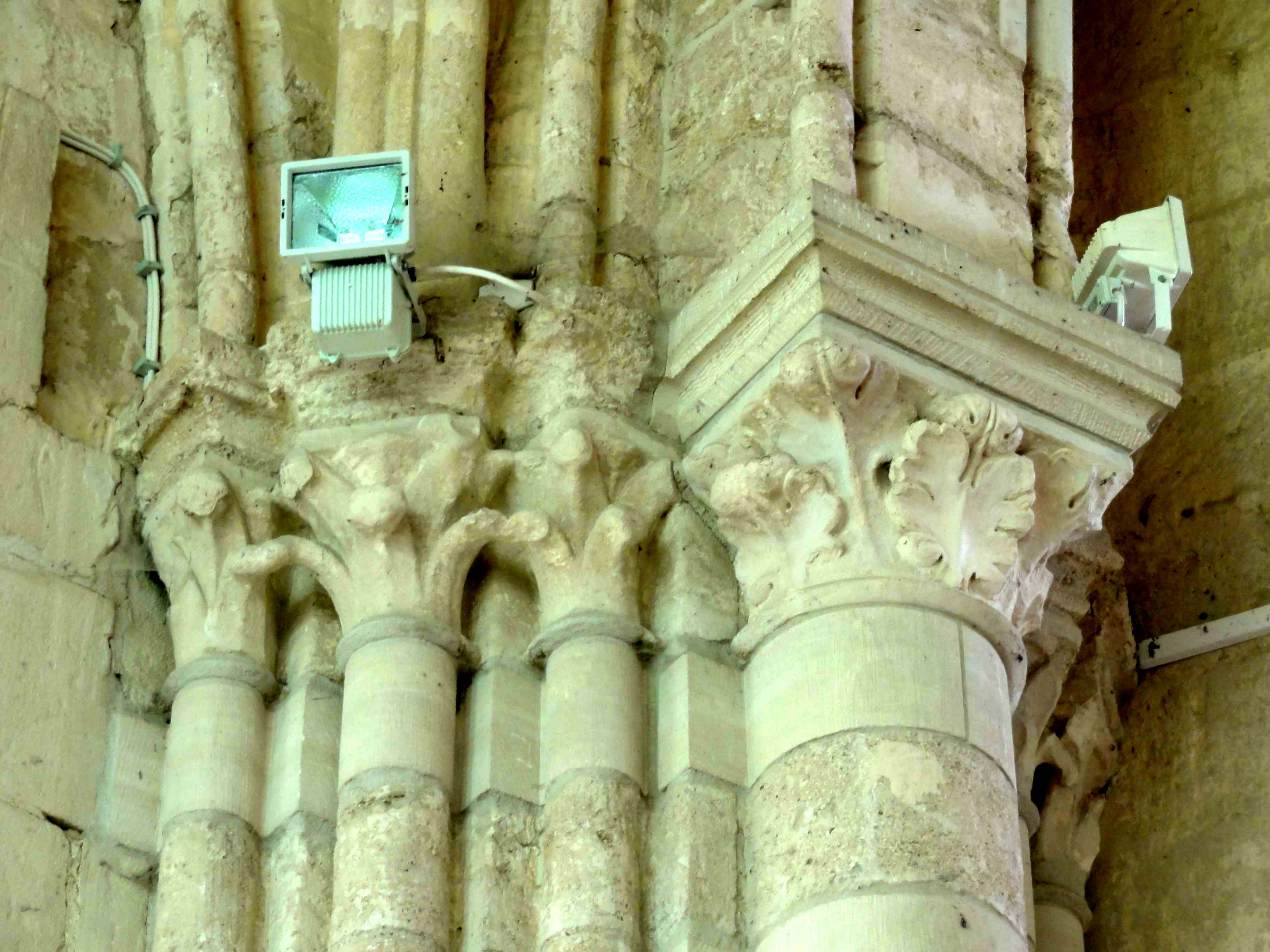
Chapiteaux au sud-ouest.
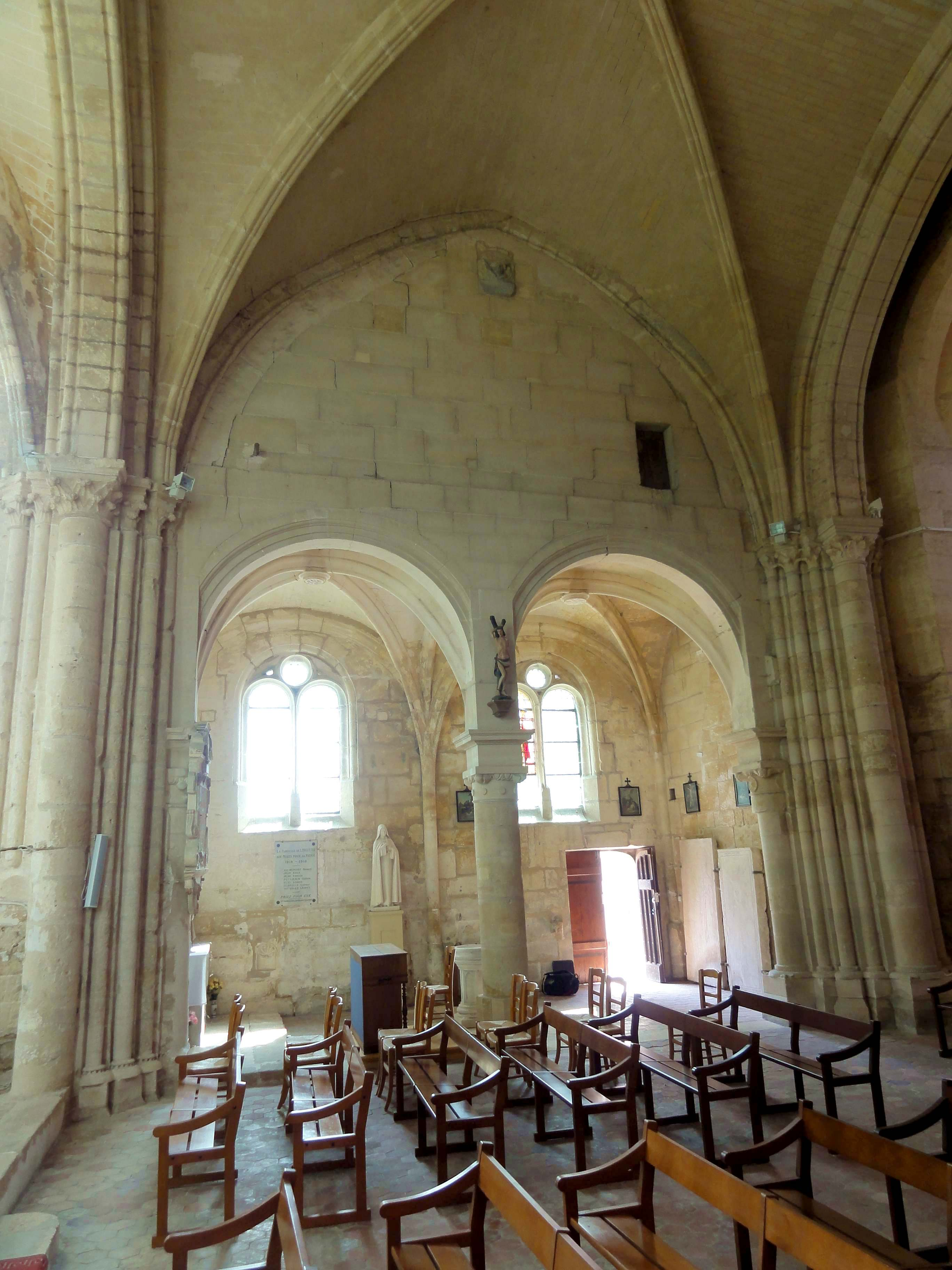
Vue vers le sud.
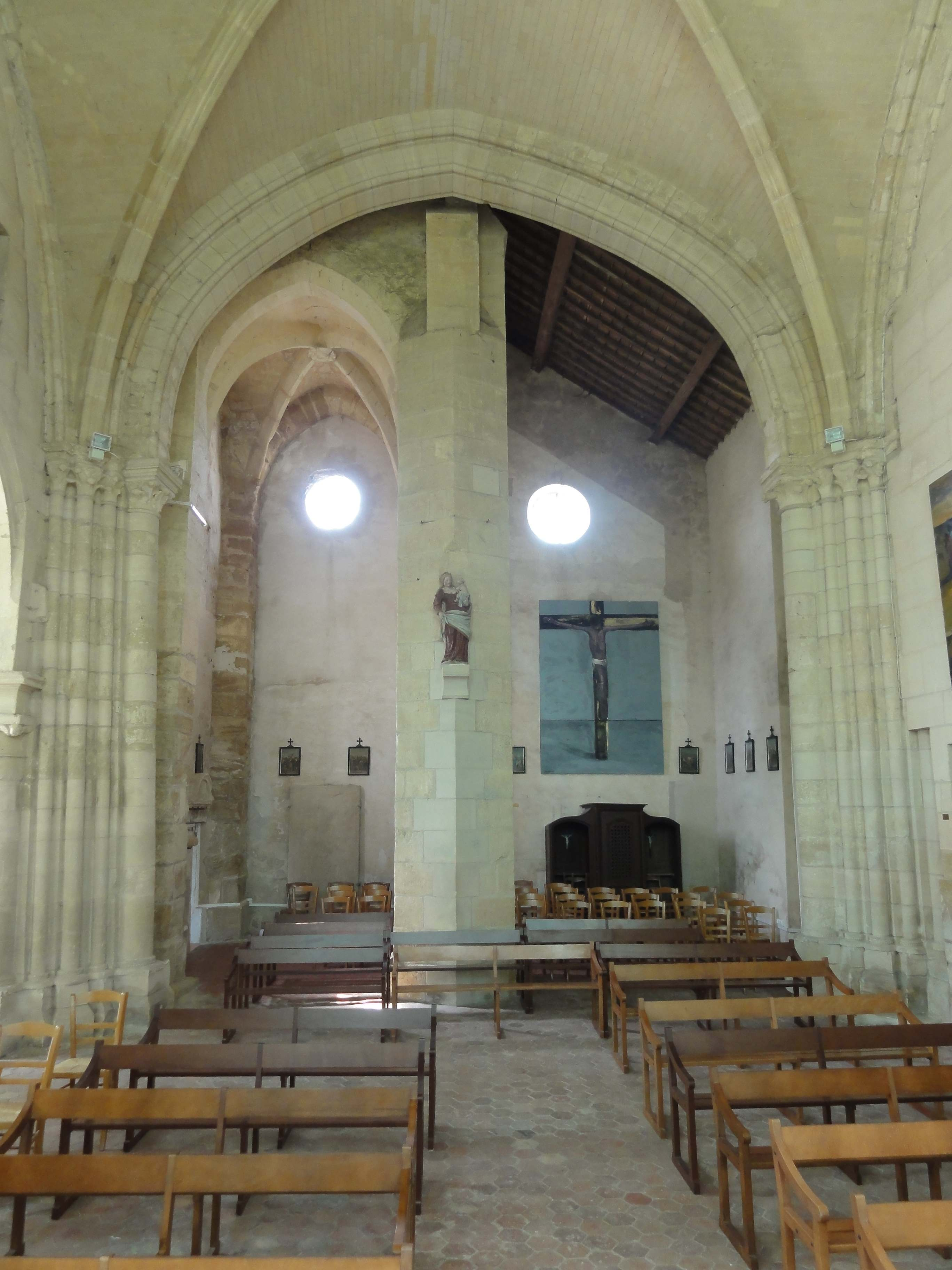
Vue vers l'ouest.
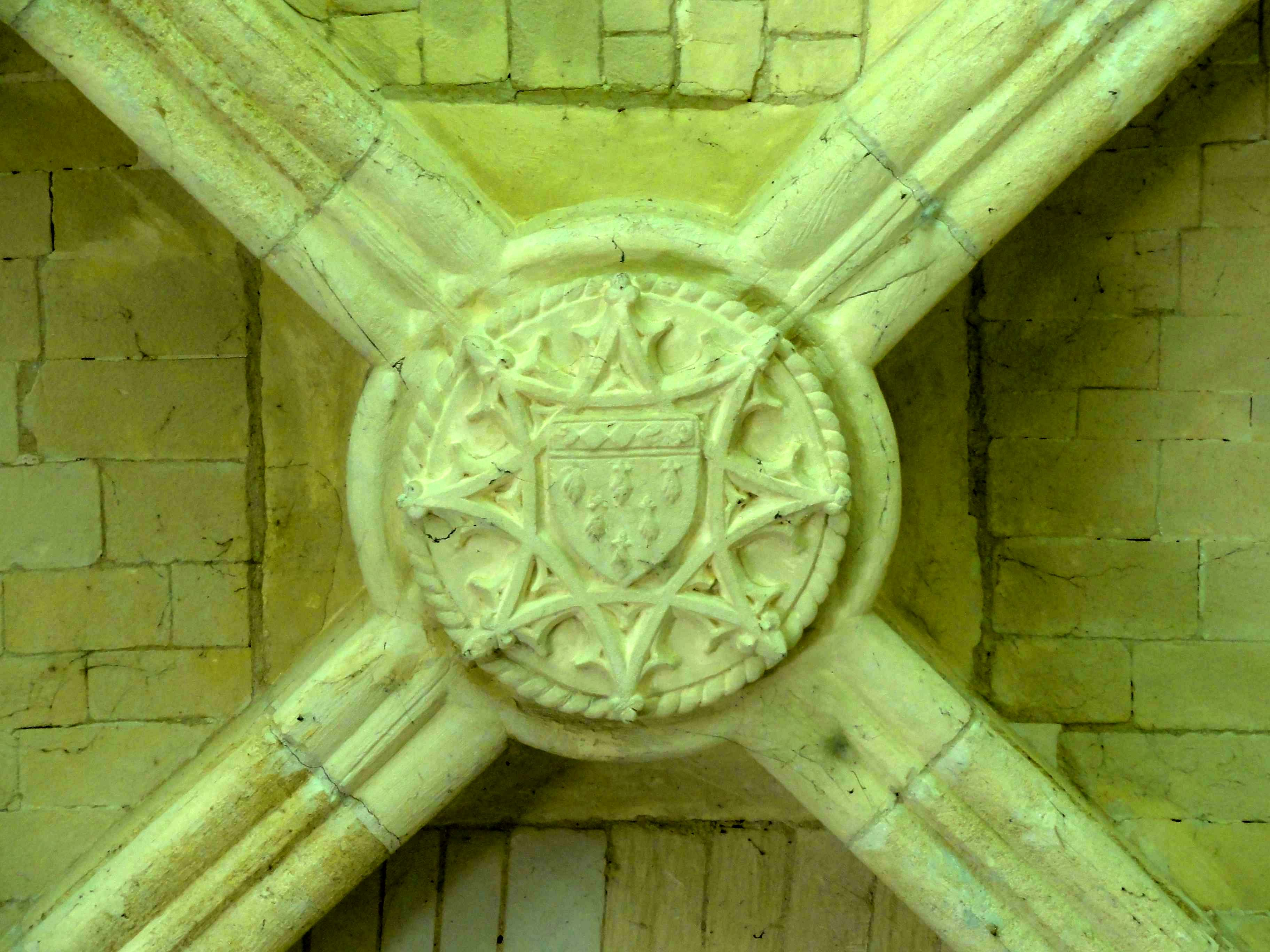
Clé de voûte, refaite.
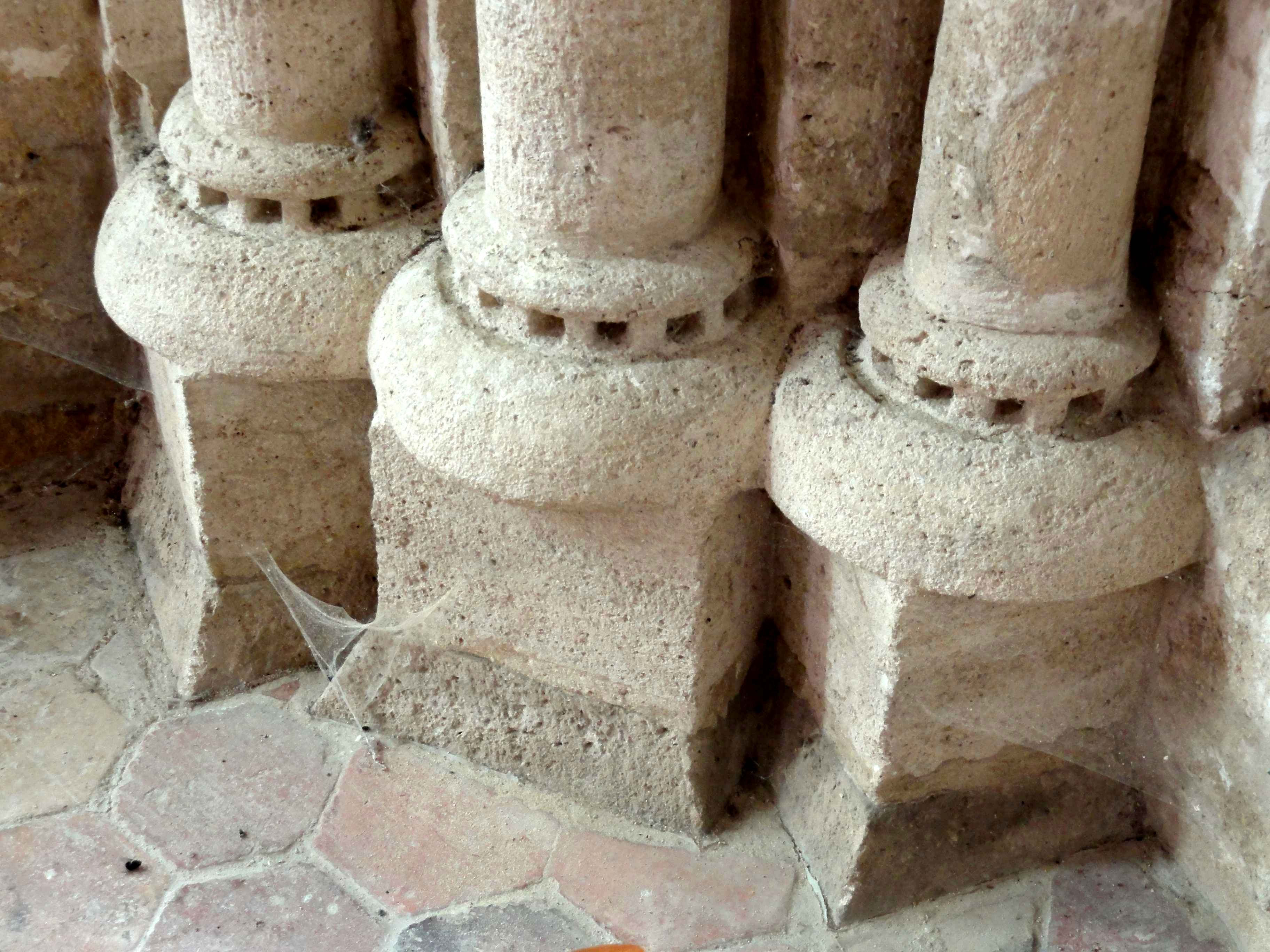
Bases d'origine.

#### Chœur

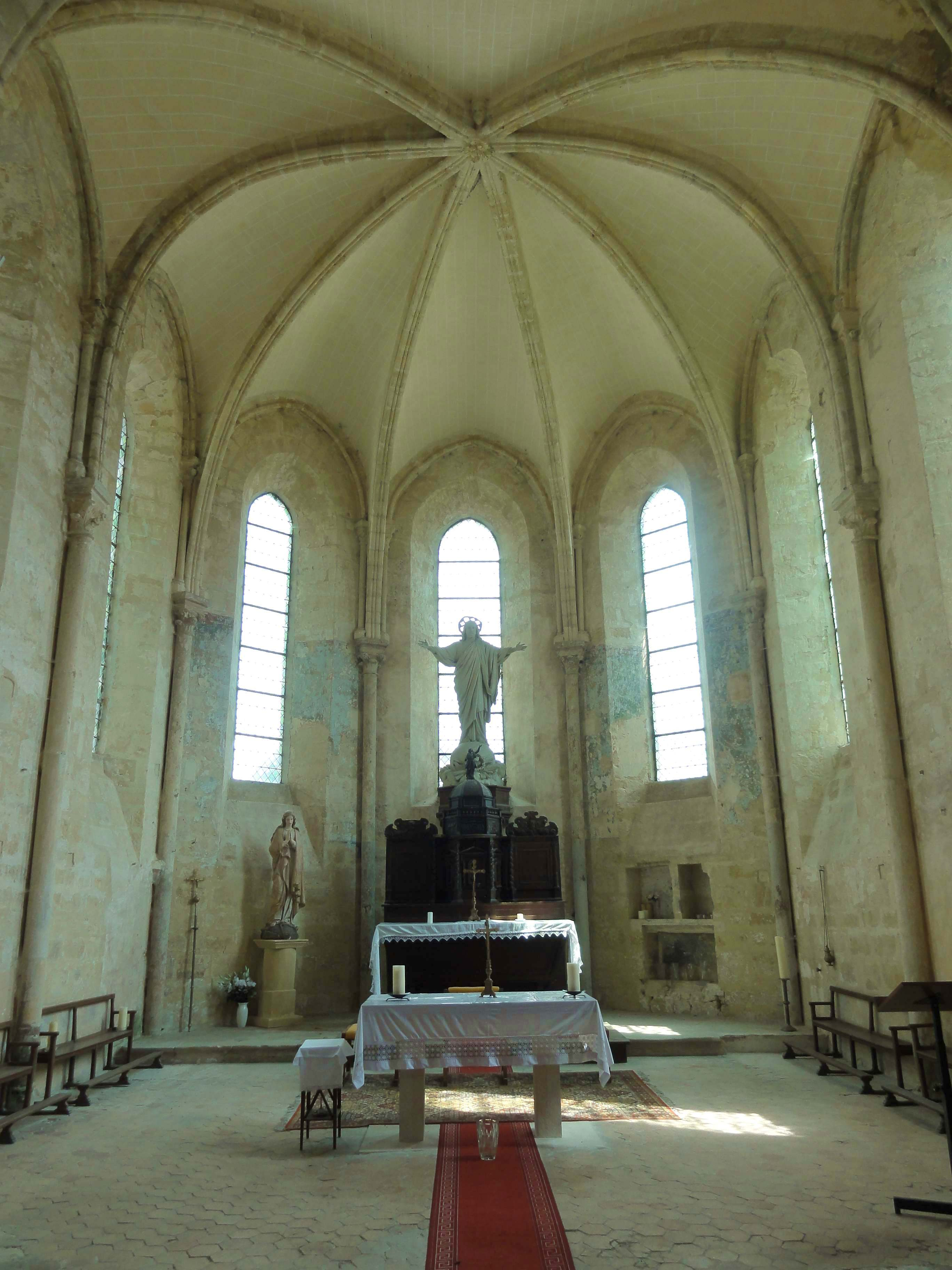
Vue vers l'est.

Dans une région où le chevet plat domine, les chœurs polygonaux sans bas-côtés et déambulatoire ne sont pas nombreux à la première période gothique. En plus de Longuesse, l'on peut notamment citer Avernes, Gouzangrez, Grisy-les-Plâtres, Nesles-la-Vallée, Vaux-sur-Seine, Vétheuil et Us, ainsi que Marines, où le caractère d'origine s'est perdu au gré des remaniements. Ces chœurs ont en commun l'éclairage par des lancettes simples, et des contreforts fortement saillants scandés par de multiples ressauts. À Gouzangrez, Us, Vaux et Vétheuil, l'abside est à sept pans. À Avernes, Nesles-la-Vallée et Vétheuil seulement, la première travée du chœur est recouverte d'une voûte sexpartite (des exemples plus nombreux existent en pays de France et dans l'Oise). À Longuesse, le chœur ne compte qu'une seule travée. Sa superficie est équivalente à celle de la croisée du transept, augmentée d'une abside à trois pans. Au lieu de subdiviser le chœur en une courte travée droite et une abside à cinq pans (dont deux pans droits), le maître d'œuvre préféra de s'inspirer des voûtes sexpartites et couvrir le chœur d'une seule travée, ce qui confère davantage d'unicité à l'espace liturgique. Un doubleau intermédiaire aurait requis des colonnettes supplémentaires, et la croisée d'ogives de la première travée serait devenue assez resserrée, comme à Us et à la basilique de Larchant. Le maître d'œuvre est susceptible de connaître cet édifice remarquable, car comme à Avernes, les supports du chœur semblent s'en inspirer. Les ogives retombent sur les tailloirs carrés de chapiteaux portés par des colonnettes en délit, ce qui est une marque de raffinement. À Avernes, ces colonnettes ont été supprimées, car rongées par l'humidité, mais les corbeilles des chapiteaux montrent bien qu'elles étaient destinées à reposer sur des colonnettes. De part et d'autre des ogives, les mêmes tailloirs reçoivent les socles des fines colonnettes en délit des formerets : comme à l'accoutumée dans les pans étroits des absides, la partie terminale des formerets est verticale, ce qui permet le recours à cette disposition. Contrairement à Larchant, les fenêtres ne sont néanmoins pas décorées. Ce sont de grandes lancettes simples largement ébrasées, les fenêtres à remplage n'existant pas encore à la période de construction. La clé de voûte, visiblement raccommodée, est une petite rosace feuillagée. Une petite tête sculptée se détache devant la clé, à l'ouest. Du reste, la sculpture et la modénature sont analogues à la croisée du transept. Sur un chapiteau au nord-est, des têtes humaines se substituent toutefois aux crochets.

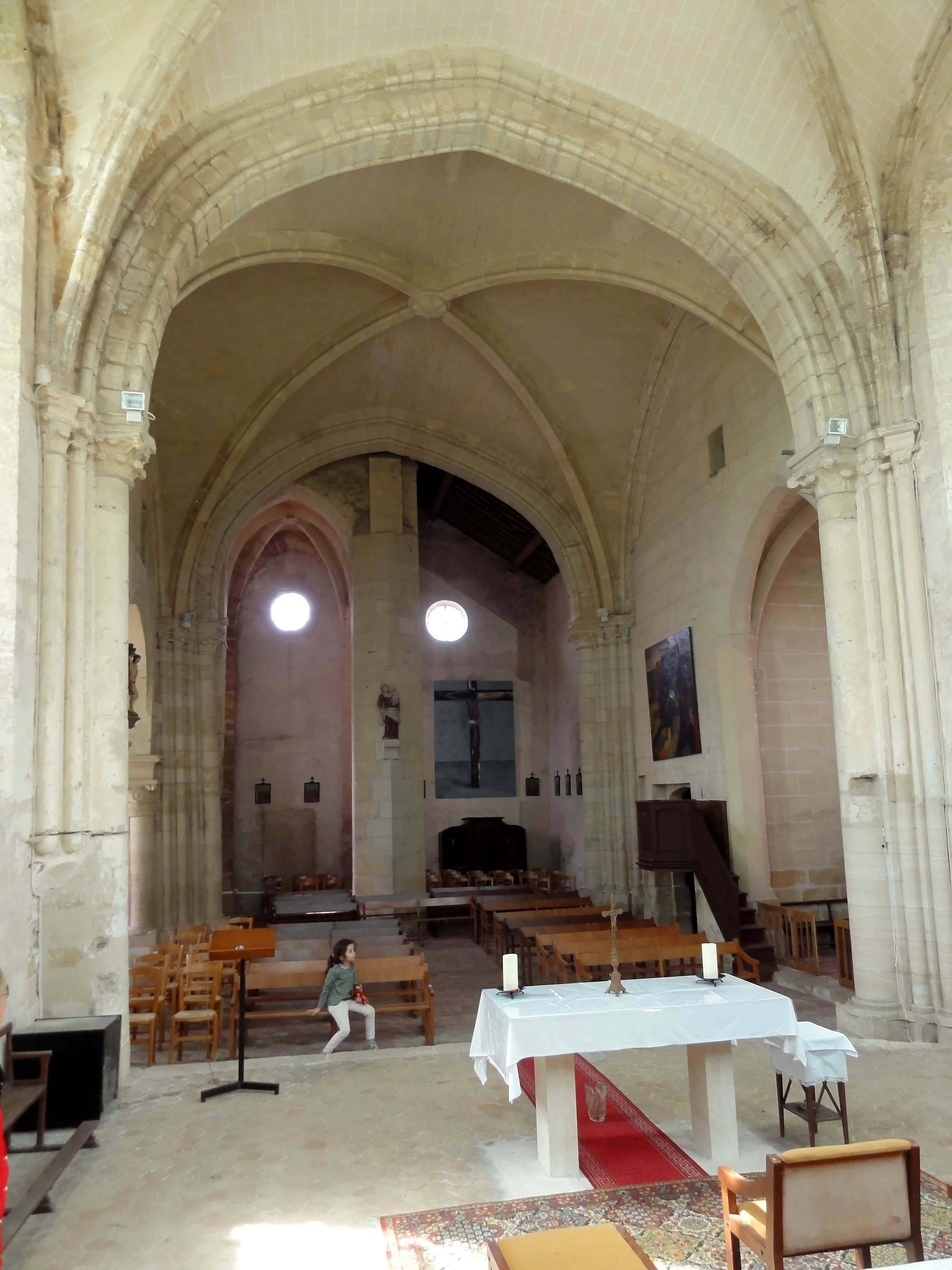
Vue vers l'ouest.
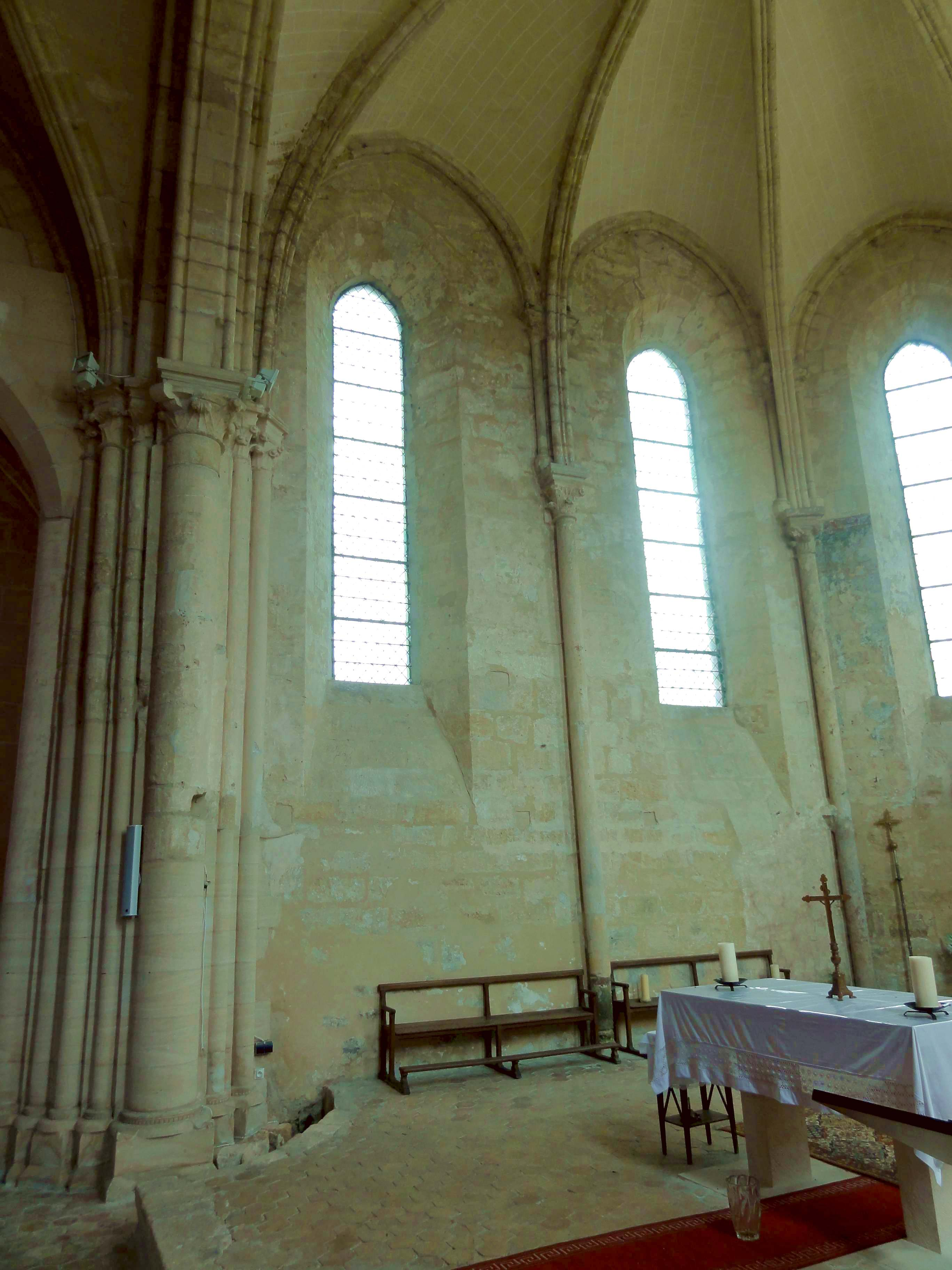
Élévation nord.
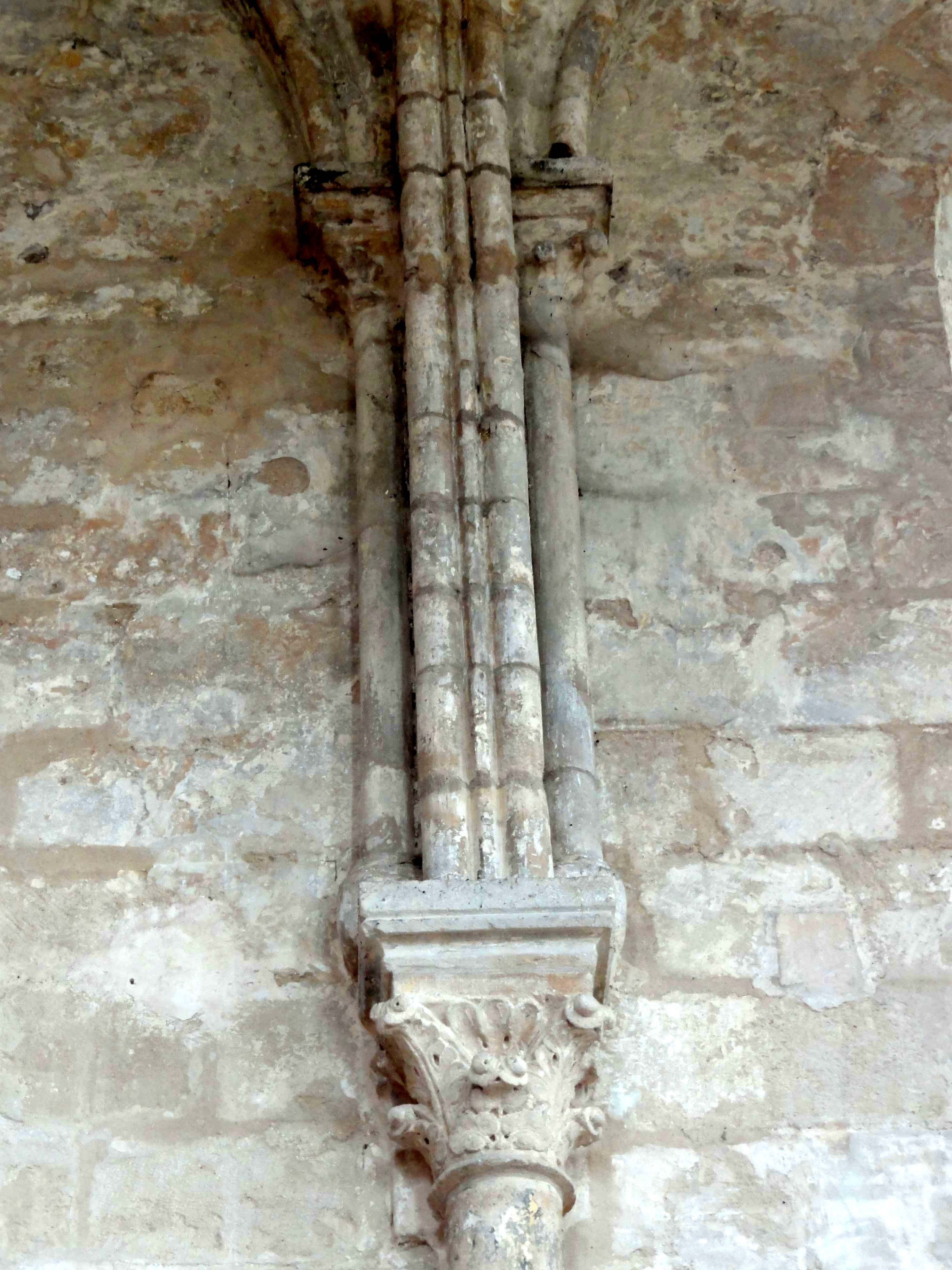
Supports côté nord.
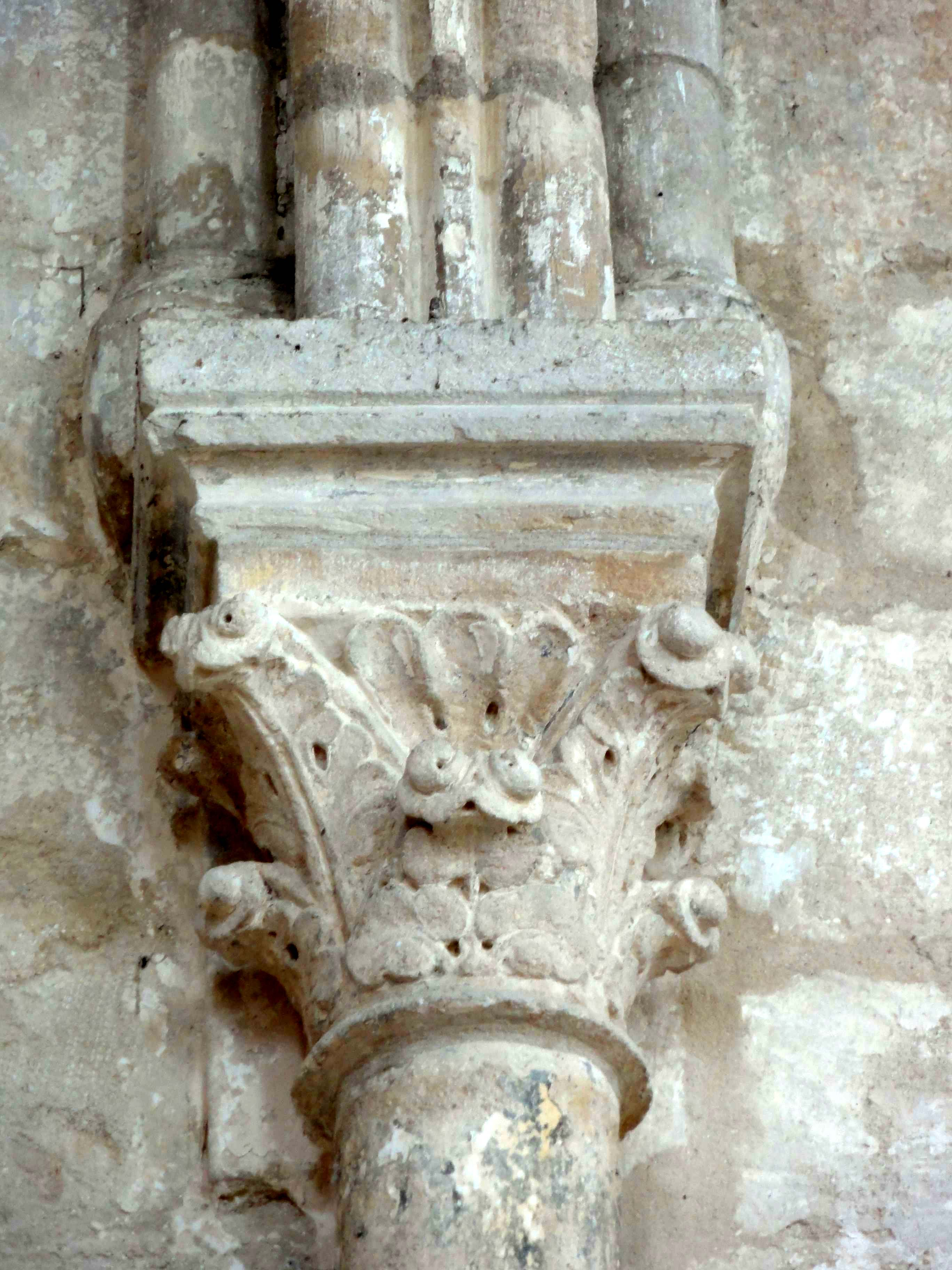
Chapiteau côté nord.
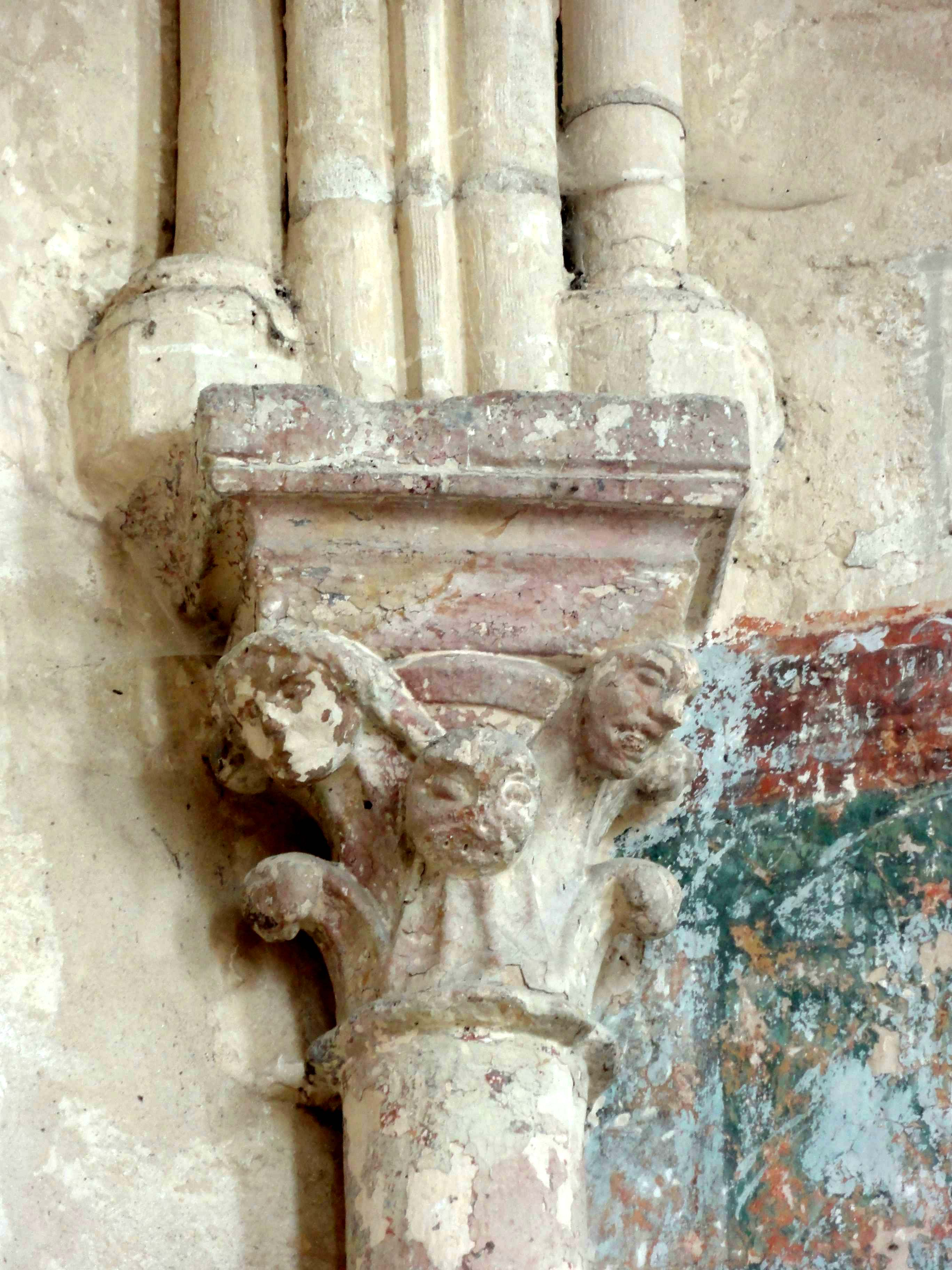
Chapiteau côté nord-est.
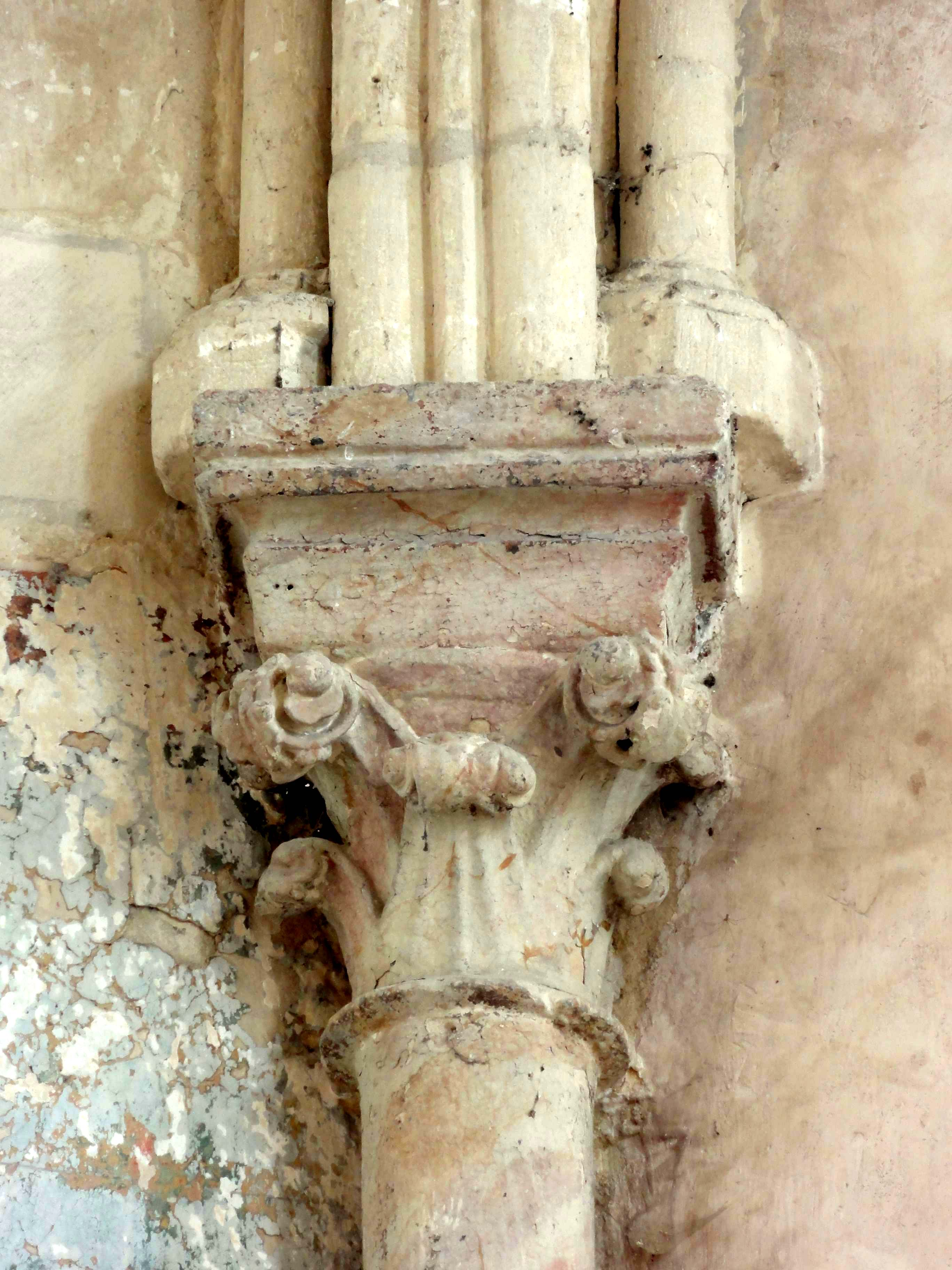
Chapiteau à l'est.

#### Chapelles

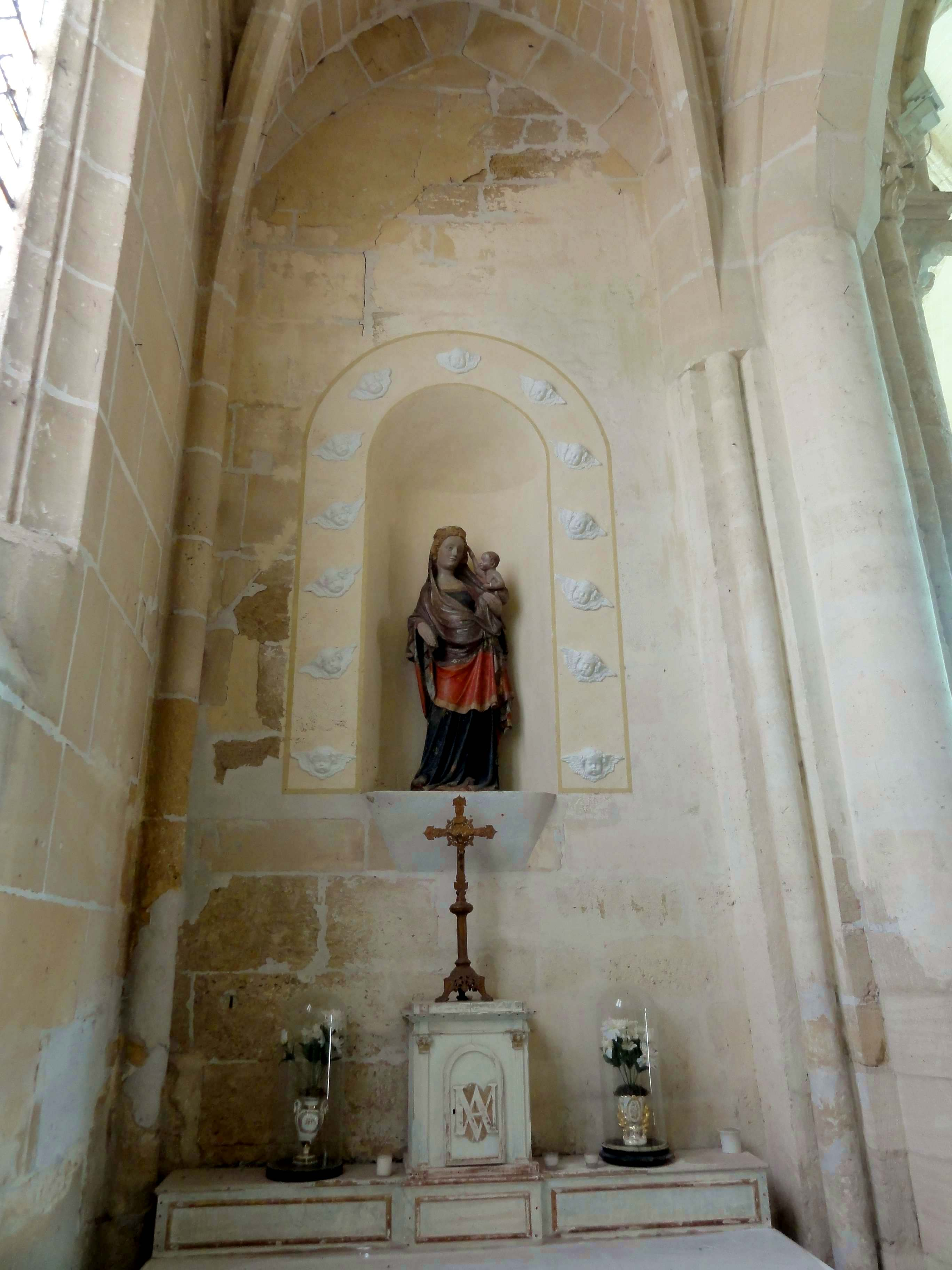
Chapelle du nord, chevet.

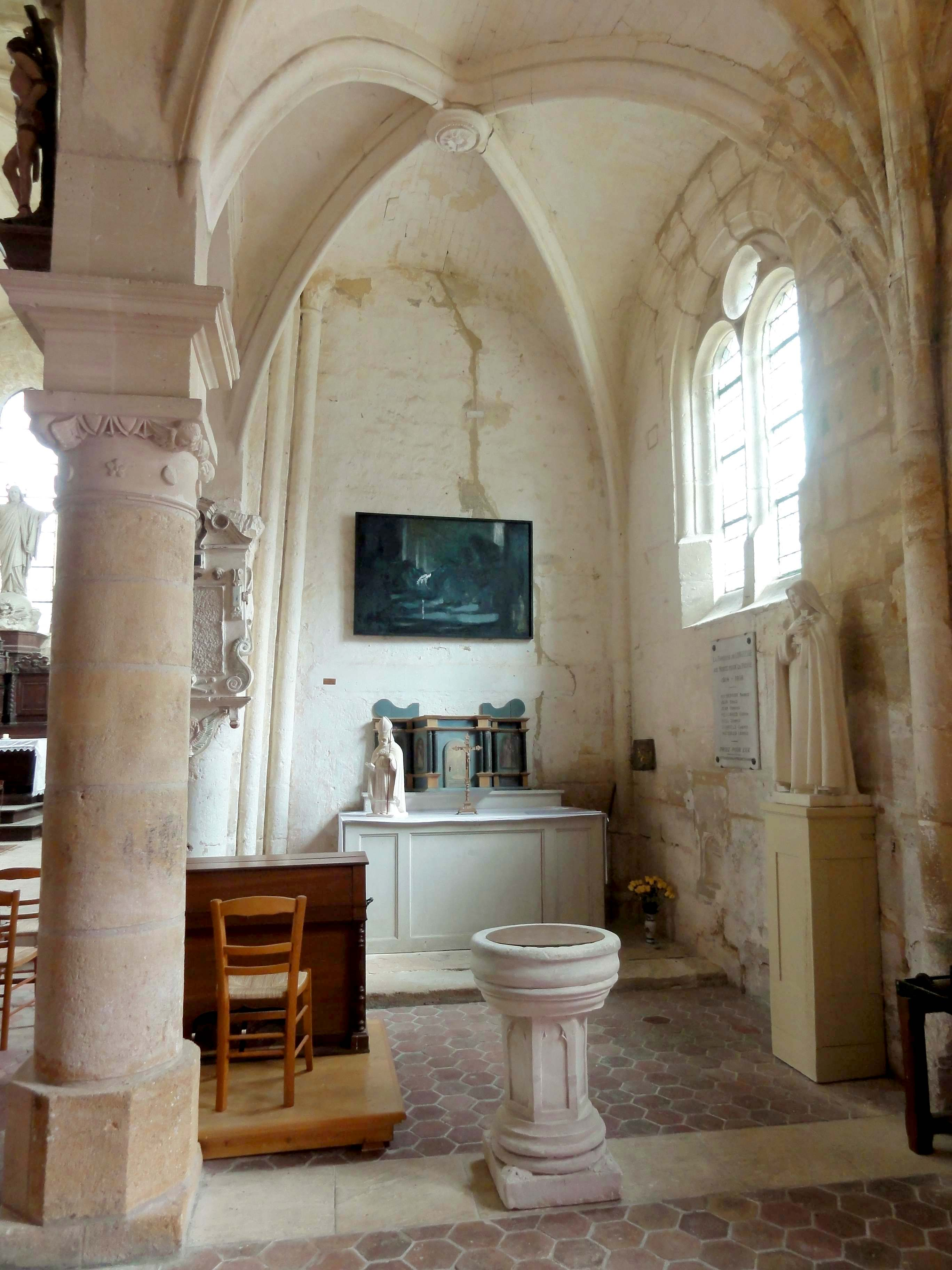
Chapelle du sud, vue vers l'est.

Au nord, le porche qui occupe la première travée de la chapelle s'ouvre par une petite arcade en anse de panier, plus basse que le portail lui-même, et la deuxième travée de la chapelle, par une arcade en arc brisé, qui est aussi rudimentaire que les arcades de la base du clocher. Elle n'est pas moulurée, et a simplement les angles taillés en biseau. À gauche (à l'ouest), ce profil se continue sur le piédroit. À droite (à l'est), l'arcade est reçue directement sur le gros fût du rouleau inférieur de l'arc-doubleau septentrional de la croisée du transept, qui a été coupé à ce niveau, un peu en dessous des chapiteaux. En face à l'ouest, le mur épargne la moitié inférieure du gros fût, et en haut, le tailloir du chapiteau demeure visible. La deuxième travée de la chapelle est éclairée par une fenêtre en arc brisé au remplage typiquement flamboyant, dont les formes arrondies ressentent néanmoins l'approche du milieu du XVIe siècle. Le réseau est formé par deux lancettes en plein cintre, dans lesquelles s'inscrivent des têtes trilobées, et par un soufflet simplifié au sommet, tous les écoinçons étant ajourés. Les meneaux affectent un profil aigu, et le meneau central est particulièrement fin. Les bases, peut-être refaites, ne sont plus moulurées. Le pourtour de la baie est mouluré d'une gorge. Le profil des ogives est celui qu'adoptent la plupart des voûtes flamboyantes du Vexin : « il se compose de facettes concaves séparées séparées par des arêtes vives qui s'amortissent par un méplat, avec deux autres méplats saillants qui encadrent ce méplat terminal » (Monique Richard-Rivoire). Selon les angles, la retombée s'effectue de manière différente. Un mince fût cylindrique est logé dans l'angle nord-est : l'on peut s'interroger s'il subsiste du Moyen Âge, et démontrerait ainsi que les croisillons du transept étaient de très faible profondeur. Dans l'angle sud-est, l'un des fûts du Moyen Âge a été supprimé, et le fût subsistant reçoit un gros fût cylindrique aux trois quarts engagé, dans lequel pénètre l'ogive. Dans l'angle sud-ouest, l'ogive est réceptionnée par un cul-de-lampe, qui est sculpté d'un personnage burlesque représentant un gros chanoine accroupi, qui se tient le ventre. Un formeret, dont le profil est calqué sur celui des ogives, n'existe qu'au nord. Sa saillie est si faible qu'il disparaît derrière les ogives dans les angles. La clé de voûte, d'une facture assez vulgaire, est un disque où deux personnages tiennent un genre d'écusson où sont gravées les initiales de la Vierge Marie, MA. C'est donc à elle que la chapelle est dédicacée.
La chapelle du sud s'ouvre par deux arcades en plein cintre. Elles sont moulurées, sur les côtés, d'un méplat, d'un quart-de-rond et de deux autres méplats, séparés par de faibles ressauts. Ces moulures butent contre les piliers, et leur tracé demeure donc inachevé. L'intrados est entièrement méplat. Au centre, la retombée s'effectue sur un pilier carré, qui repose sur la corniche d'une section d'entablement, portée par un chapiteau d'inspiration Renaissance en haut d'un pilier cylindrique isolé. Cette disposition paraît maladroite, d'autant plus qu'elle se répète sur les piliers engagés à gauche et à droite des arcades. La corniche est moulurée, mais la métope n'est pas du tout décorée, et l'architrave est une simple tablette. L'échine sous l'architrave est sculptée d'une tête de chérubin par angle, et d'oves alternant avec des dards au milieu des faces. La corbeille du chapiteau central affiche seulement des besants. Sur le chapiteau engagé à l'ouest, l'on voit des rosaces à leur place. Le chapiteau engagé à l'est est caché par l'encadrement d'une plaque de fondation, qui a été arrachée. Le pilier isolé est dépourvu de base, et repose directement sur un socle octogonal. Les piliers engagés réutilisent les gros fûts du doubleau méridional de la croisée du transept, et les bases de la première période gothique, qui sont par ailleurs toujours proches des modèles employés à l'Antiquité, et ne détonnent pas dans un cadre Renaissance. Contrairement à ces arcades, les voûtes, bien qu'en plein cintre, sont encore proches du style gothique flamboyant. Le profil émoussé des ogives, qui affichent une baguette reliée aux voûtains par deux doucines, est caractéristique des années 1540. Les ogives se fondent dans les piliers des grandes arcades au nord, et dans de petits fûts cylindriques au sud. À l'instar de la chapelle du nord, les formerets n'existent que sur le mur gouttereau. Les clés de voûte sont une fois de plus des disques, dont l'un arbore un soleil, et l'autre une rosace feuillagée entourée d'un rang de perles. Les colonnettes de la première période gothique, dans les angles nord-ouest et nord-est, ne sont plus utilisées. Au nord-est, leurs chapiteaux sont encore en place : l'un est presque entièrement englobé dans le voûtain ; l'autre est en grande partie visible. L'existence de croisillons avant la construction des chapelles est ainsi prouvé, même s'il reste en suspens si ces croisillons avaient reçu leur voûtement. Quant aux fenêtres au remplage Renaissance standard, elles sont en plein cintre, et leur pourtour ainsi que leurs deux formes en plein cintre et leur oculus supérieur sont moulurés d'une doucine, comme à Épiais-Rhus. L'on note toutefois que la mouluration manque sur les deux assises inférieures. Le portail latéral sud est ménagé dans le soubassement de la fenêtre de la première travée, sans entamer sa hauteur.

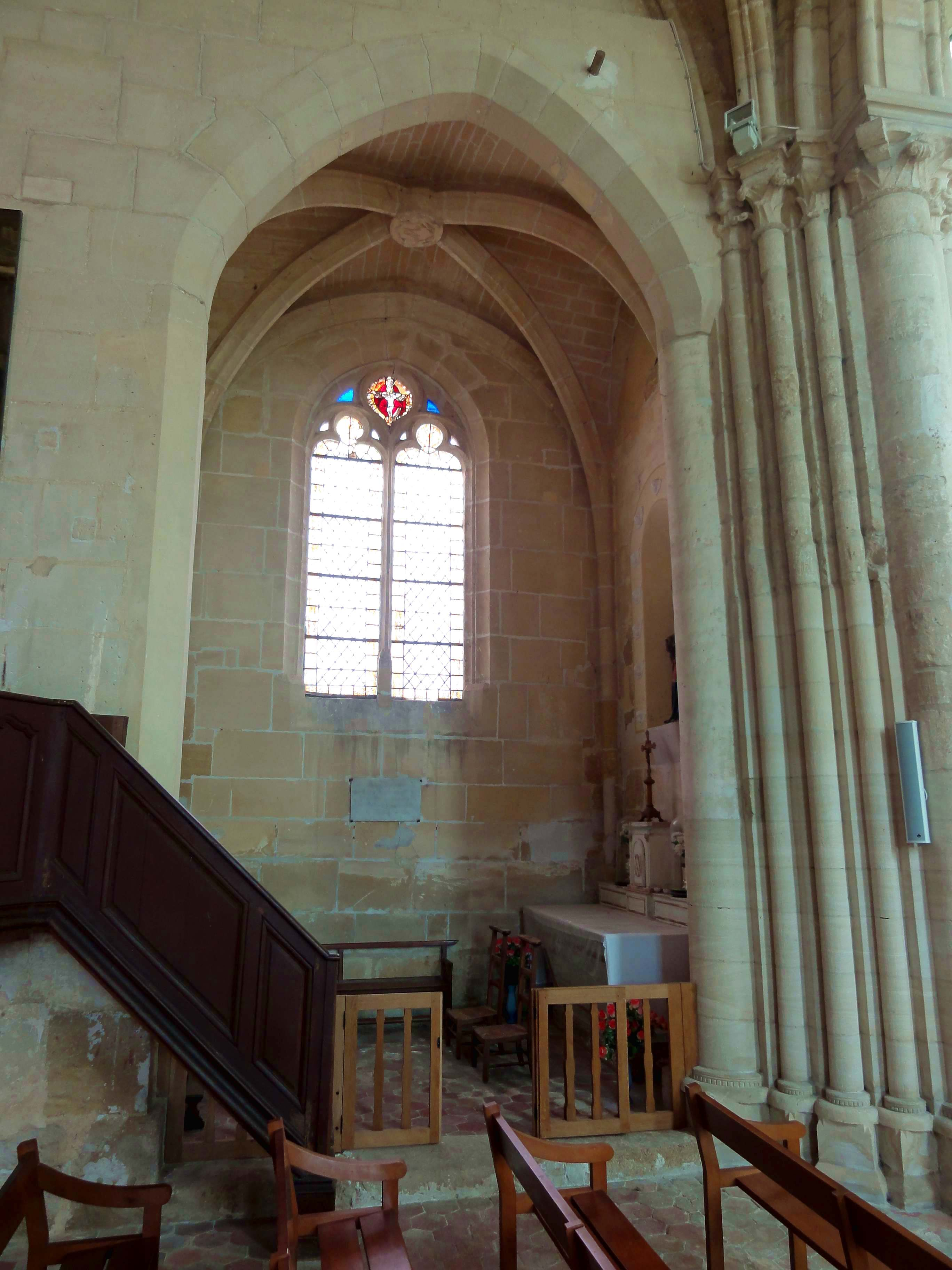
Vue dans la chapelle du nord depuis la croisée du transept.
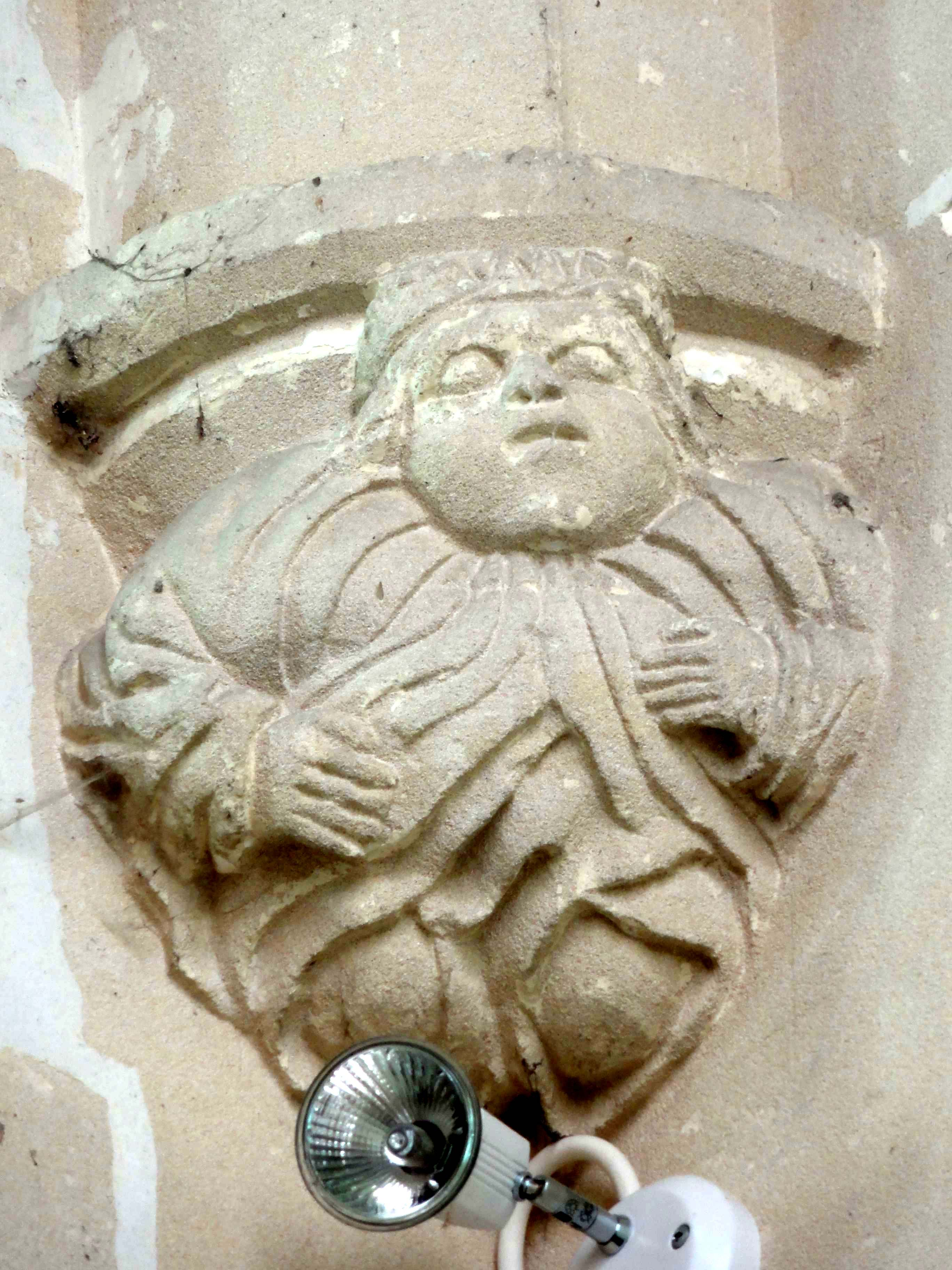
Chapelle nord, cul-de-lampe dans l'angle sud-ouest.
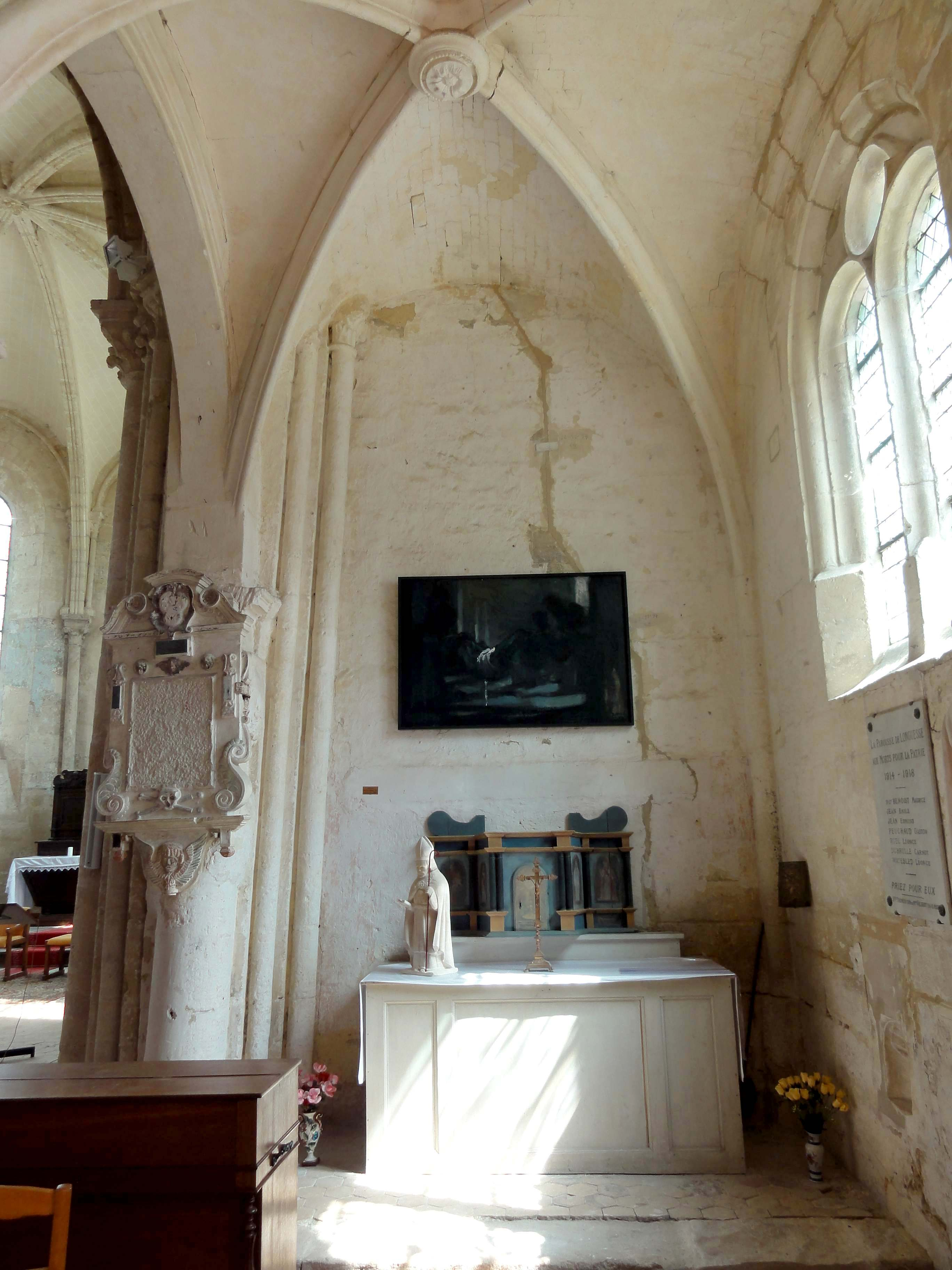
Chapelle du sud, chevet avec deux colonnettes à chapiteaux gothiques.
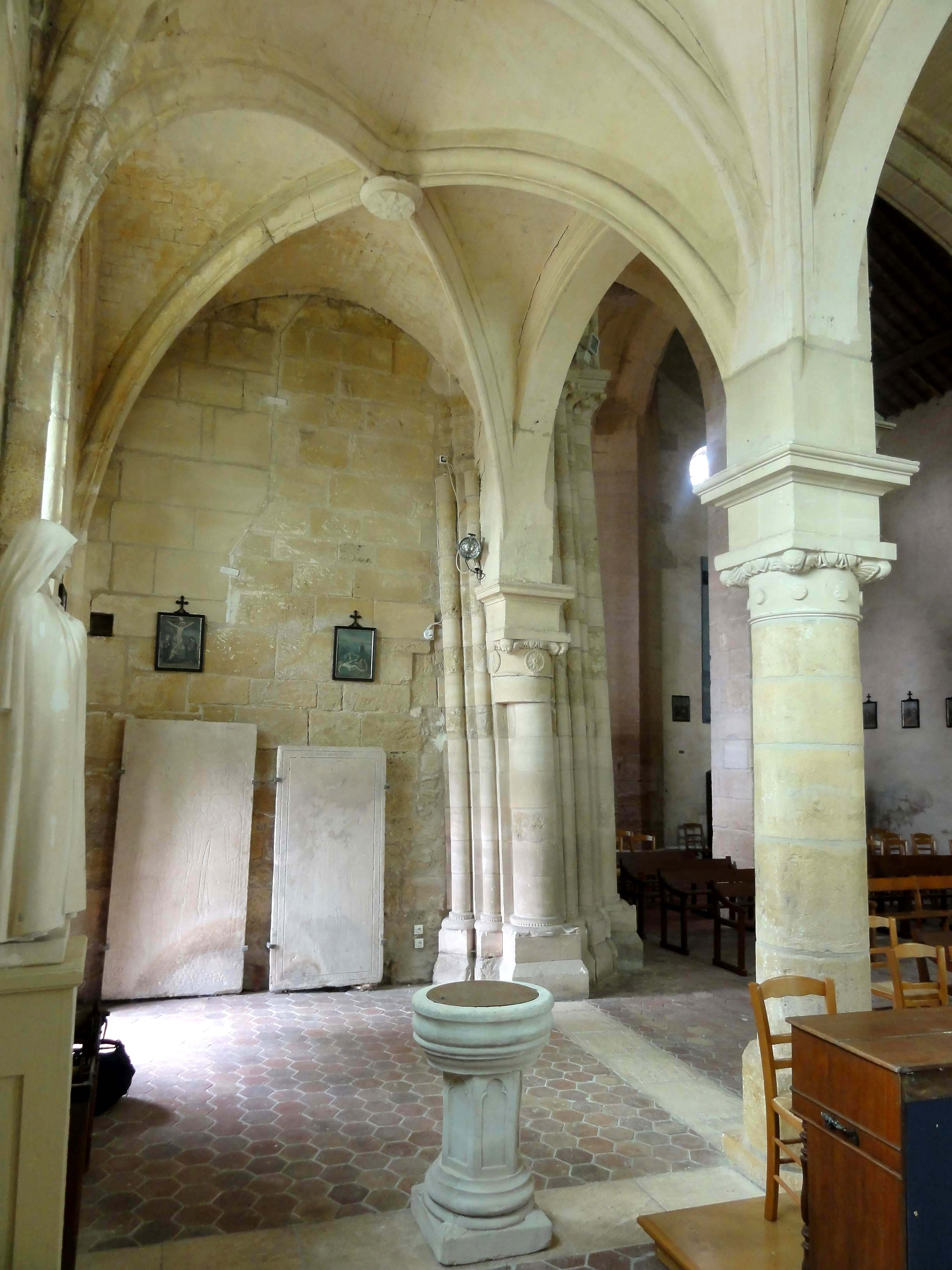
Chapelle du sud, vue vers l'ouest.
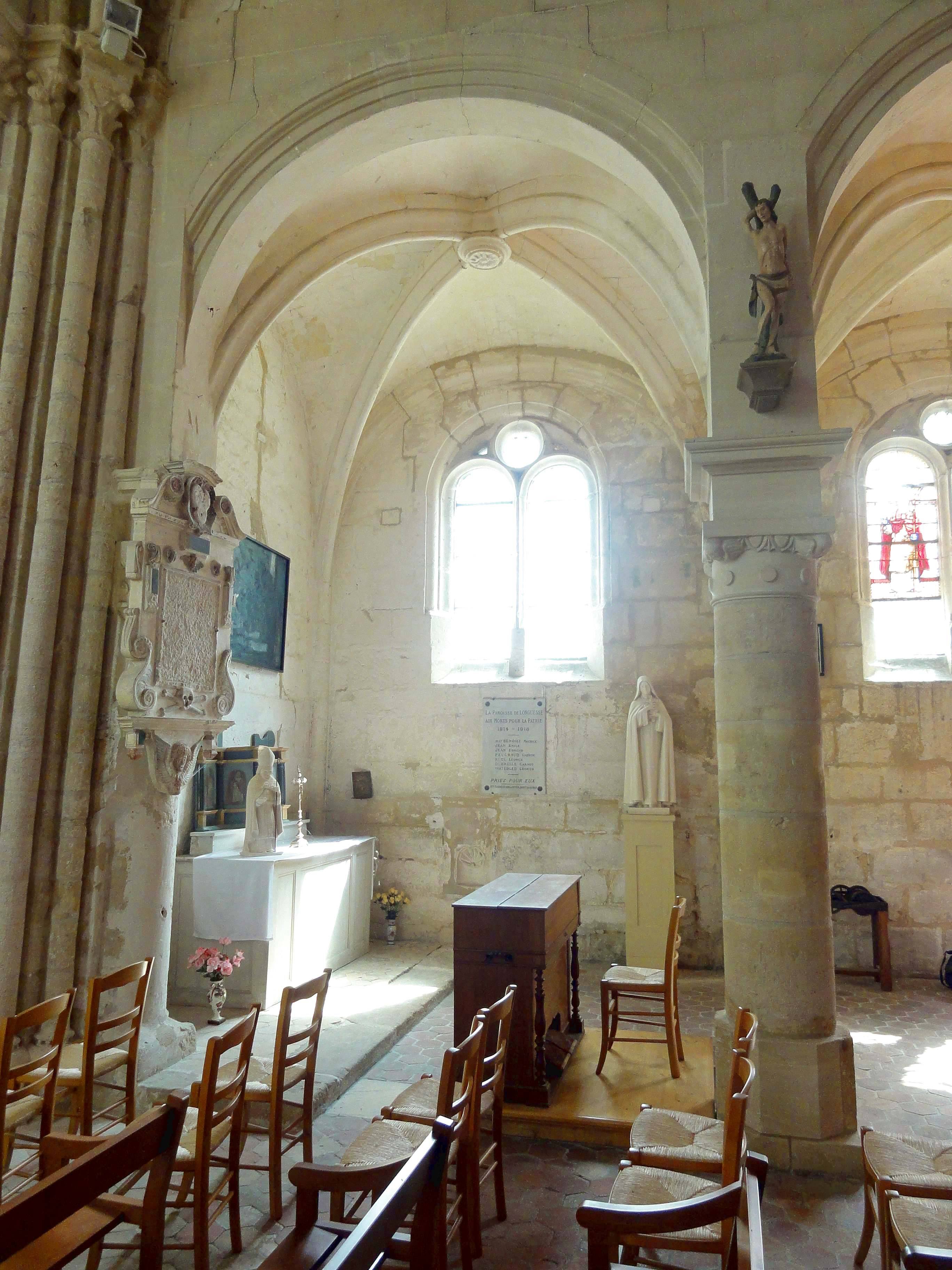
Vue dans la chapelle du sud depuis la croisée du transept.
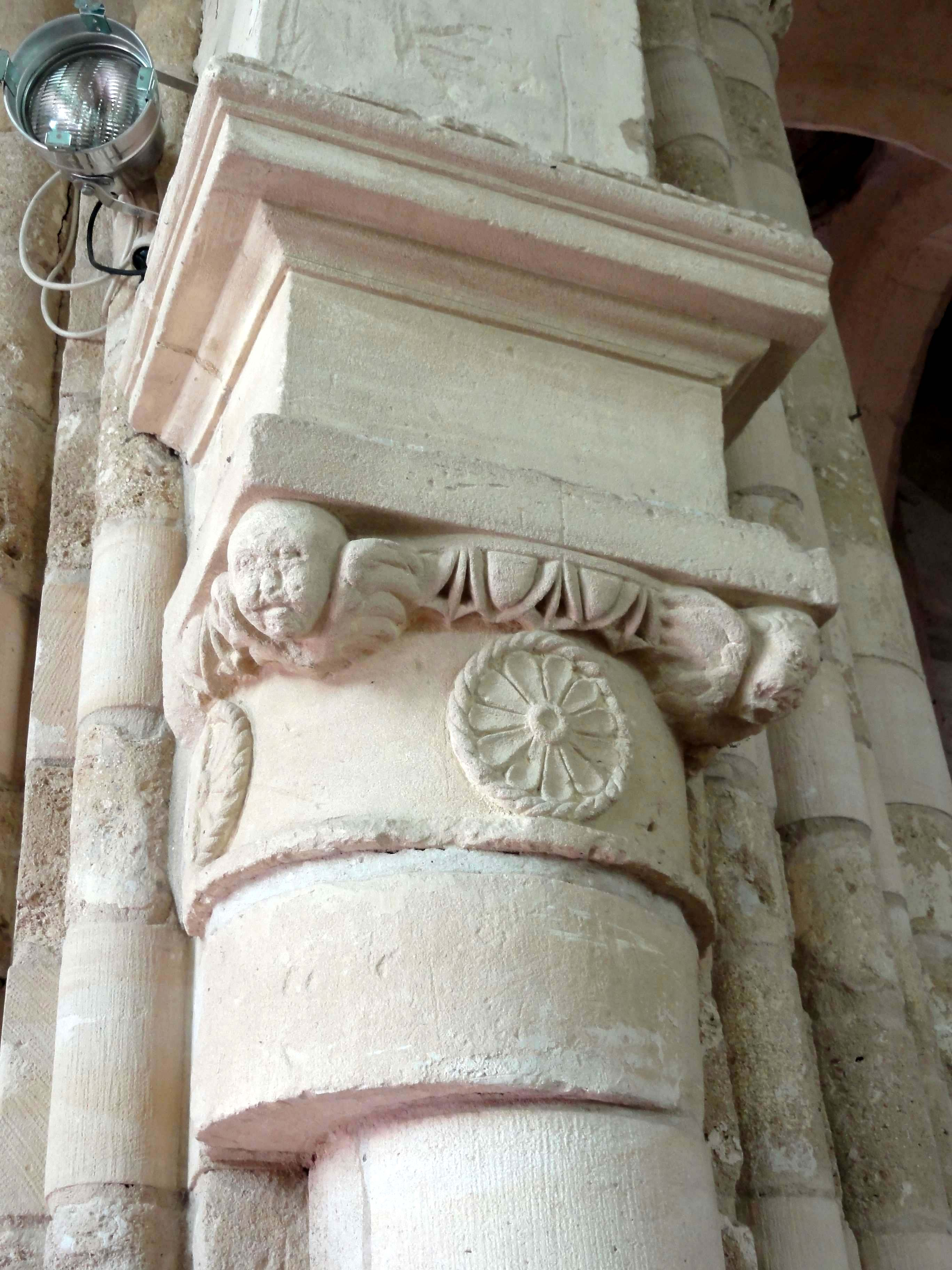
Chapelle sud, section d'entablement et chapiteau Renaissance.

#### Nef et base du clocher

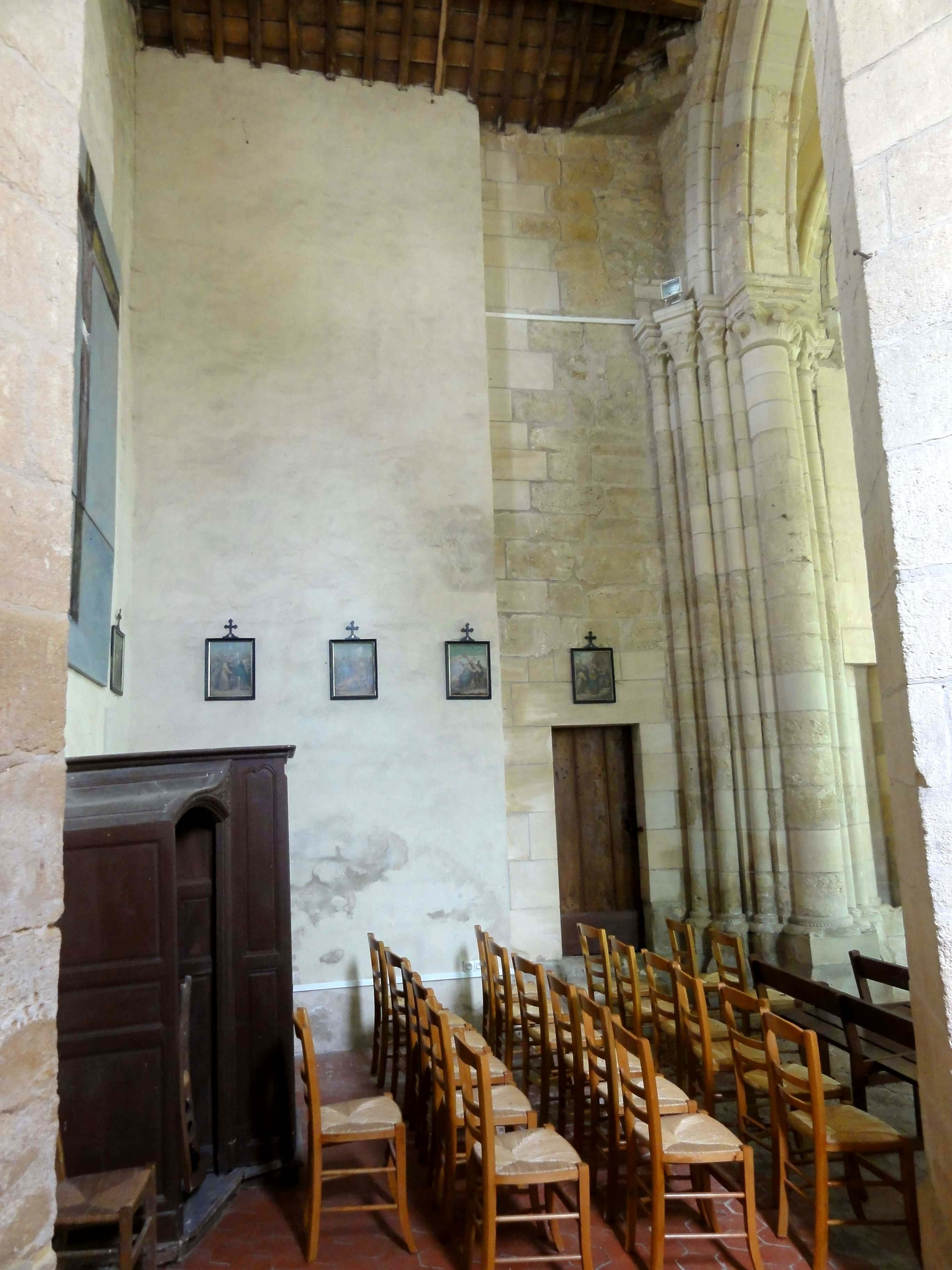
Nef, vue vers le nord.

La base du clocher occupe un peu plus que la moitié sud de la seule travée construite de la nef, mais ne touche pas au doubleau occidental de la croisée du transept. Un plafond de bois recouvre l'intervalle, et les colonnettes restent intactes dans l'angle sud-est. Comme souvent à la période flamboyante, l'architecture de la base du clocher est moins soignée, mais en l'occurrence, elle est rudimentaire. C'est également le cas des élévations extérieures du clocher. Peut-être était-il considéré comme provisoire, comme il remplace sans doute un autre clocher tout aussi provisoire du XIIIe siècle. Peut-être la simplicité du clocher est-elle simplement le reflet de la pauvreté de la paroisse, ou du refus des paroissiens de consacrer davantage de moyens à la construction d'un clocher. Généralement, la question du financement du clocher par les paroissiens ne se pose pas dans la région, car les habituels clochers centraux s'élevant au-dessus de la croisée du transept sont considérés comme faisant partie du chœur liturgique, dont les frais de construction et d'entretien sont à la charge des gros décimateurs. Le clocher repose sur quatre piles hexagonales, et non octogonales, ce qui serait plus courant. Seul le pilier nord-est est libre ; les trois autres sont plus ou moins engagés dans les murs. Il n'y a pas de bases moulurées, mais seulement deux ressauts.
Deux arcades en tiers-point se fondent dans les piliers, soit une à l'ouest, et une au nord. Au-dessus, les piliers deviennent plus minces. Ils prennent la forme de piliers carrés cantonnés de deux contreforts orthogonaux aux angles. Les contreforts s'amortissent par un glacis formant larmier. L'un de ces contreforts est en grande partie englobé dans le mur occidental, qui devrait donc être postérieur au clocher. Les arcades ne sont pas moulurées, mais leurs angles sont largement taillés en biseau. Les formerets apparaissent comme des arcades analogues, mais bouchées. Les ogives sont d'étroites arêtes fortement saillantes, et se fondent simplement dans les angles. En rompant avec le dénuement qui règne sur cette partie de l'église, la clé de voûte est sculptée dans le goût flamboyant. Elle se présente comme un disque, devant lequel se profile une étoile formée par quatre hémicycles, dont chacun renferme deux arcatures en plein cintre. Les branches de l'étoile se terminent en fleuron, et à défaut d'être découpé à jour, l'arrière-plan développe une texture évoquant un tricot. Un losange occupe le centre. Les élévations latérales n'appellent que peu de remarques. Au sud, le jour entre par une baie en plein cintre de dimensions moyennes, et à l'ouest, un oculus s'inscrit dans la lunette de la voûte. Dans la partie nord de la nef, le mur est percé d'un second oculus situé au même niveau. Une petite porte au sud dessert la sacristie, et une autre, au nord, près du doubleau vers le carré du transept, la cage d'escalier. Le plafond est une charpente apparente ordinaire, postérieure à l'ouragan de 1917.

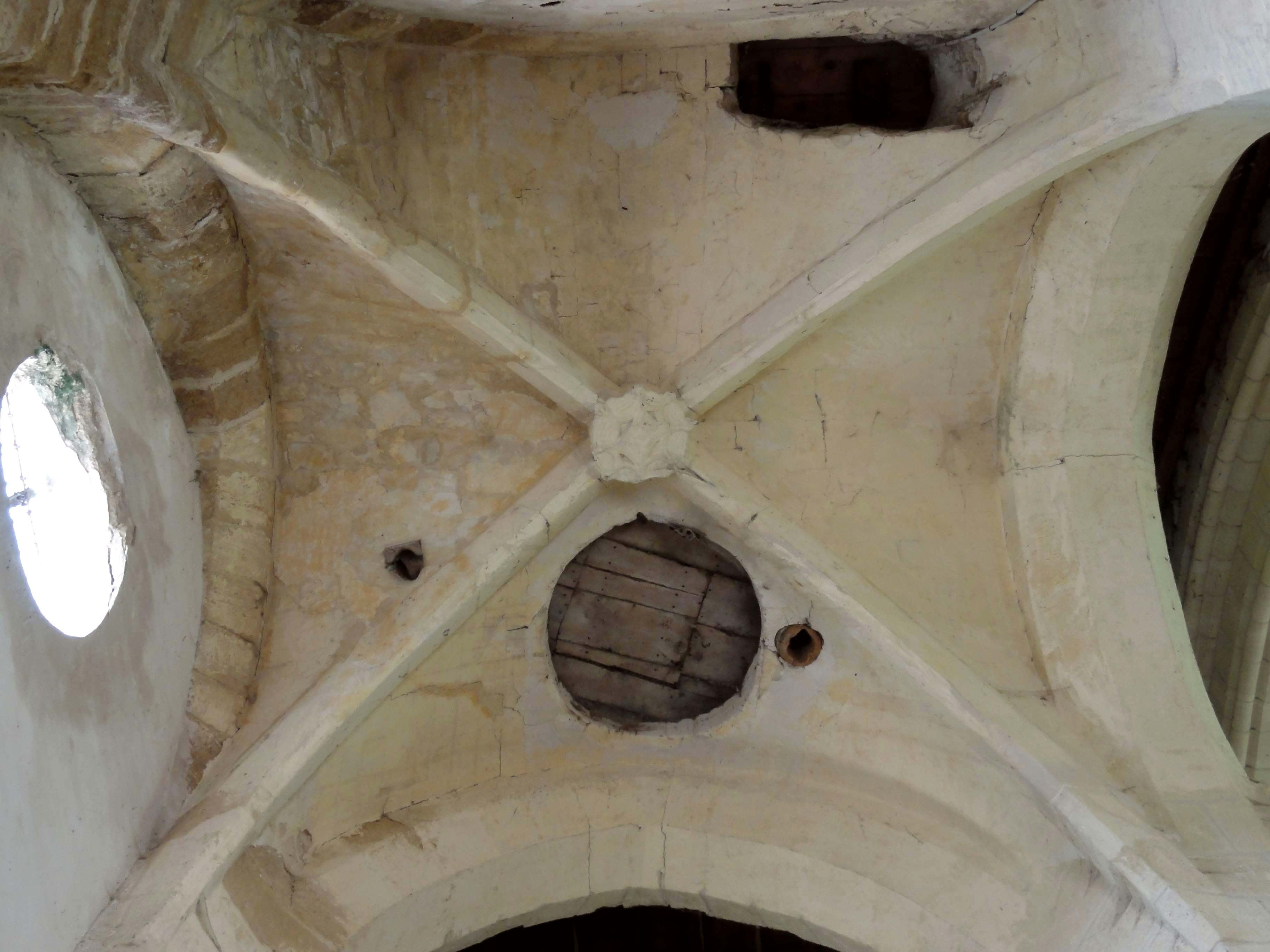
Voûte de la base du clocher.
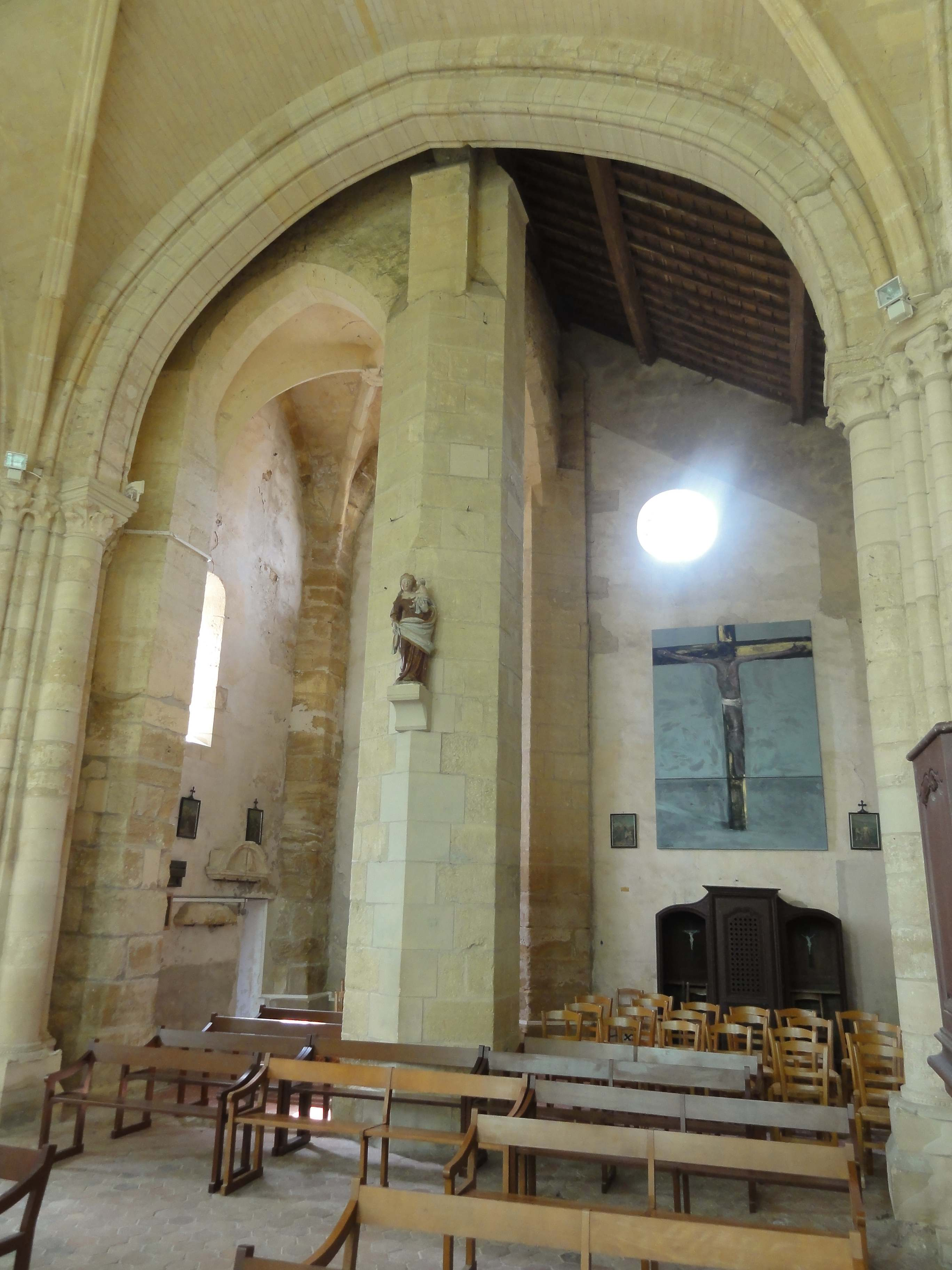
Vue depuis la croisée du transept.
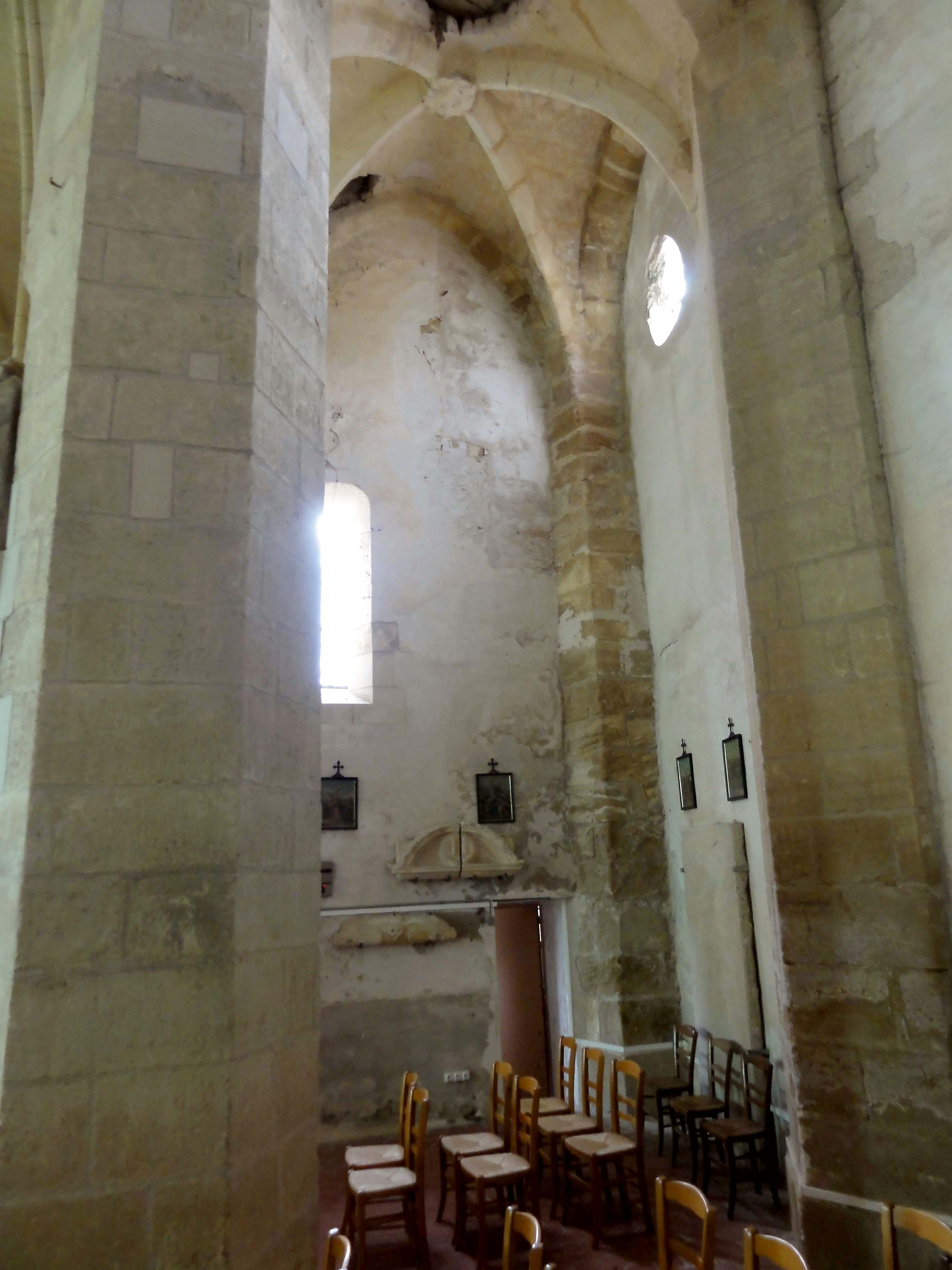
Vue vers le sud dans la base du clocher.
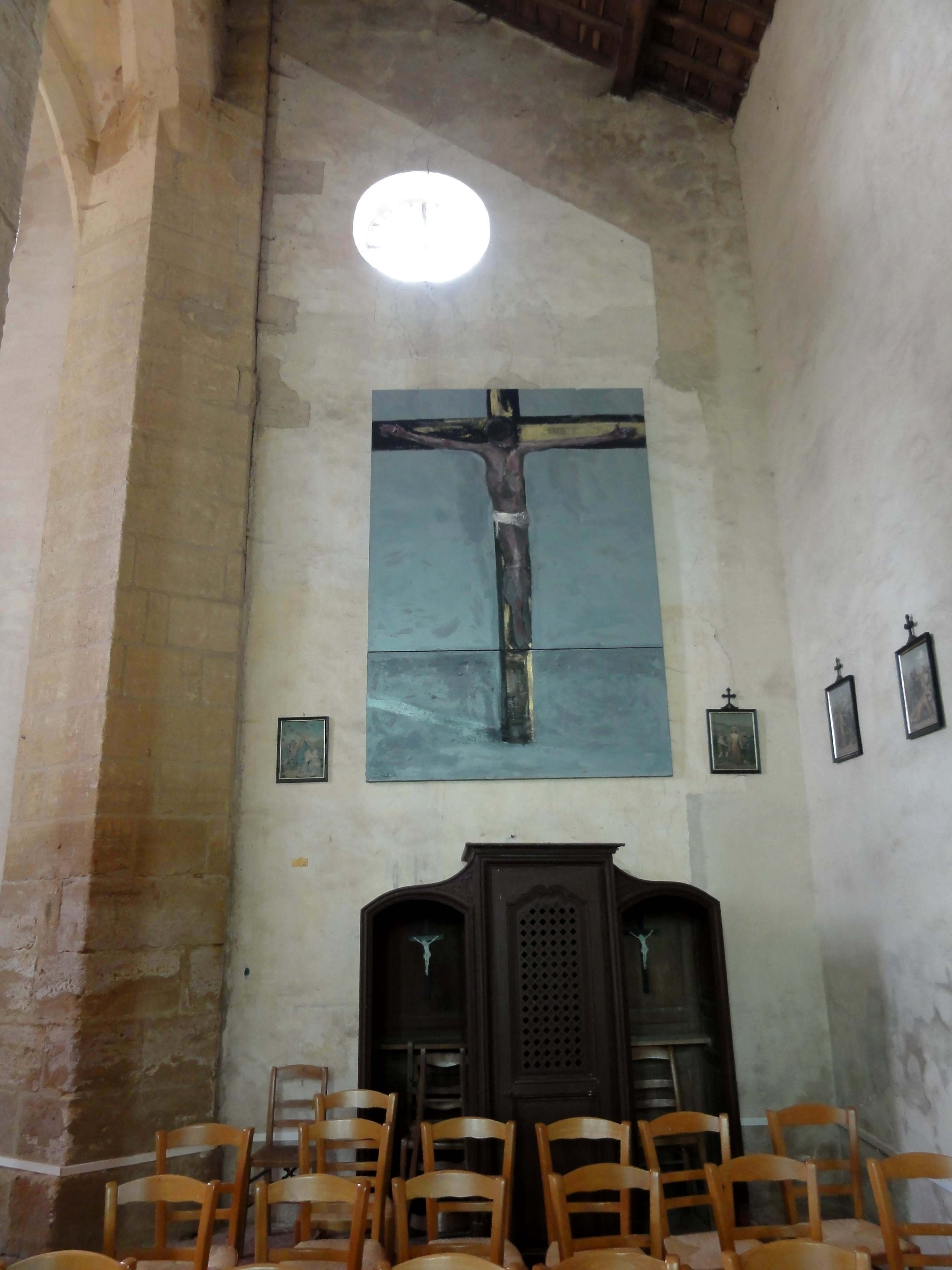
Vue vers l'ouest.
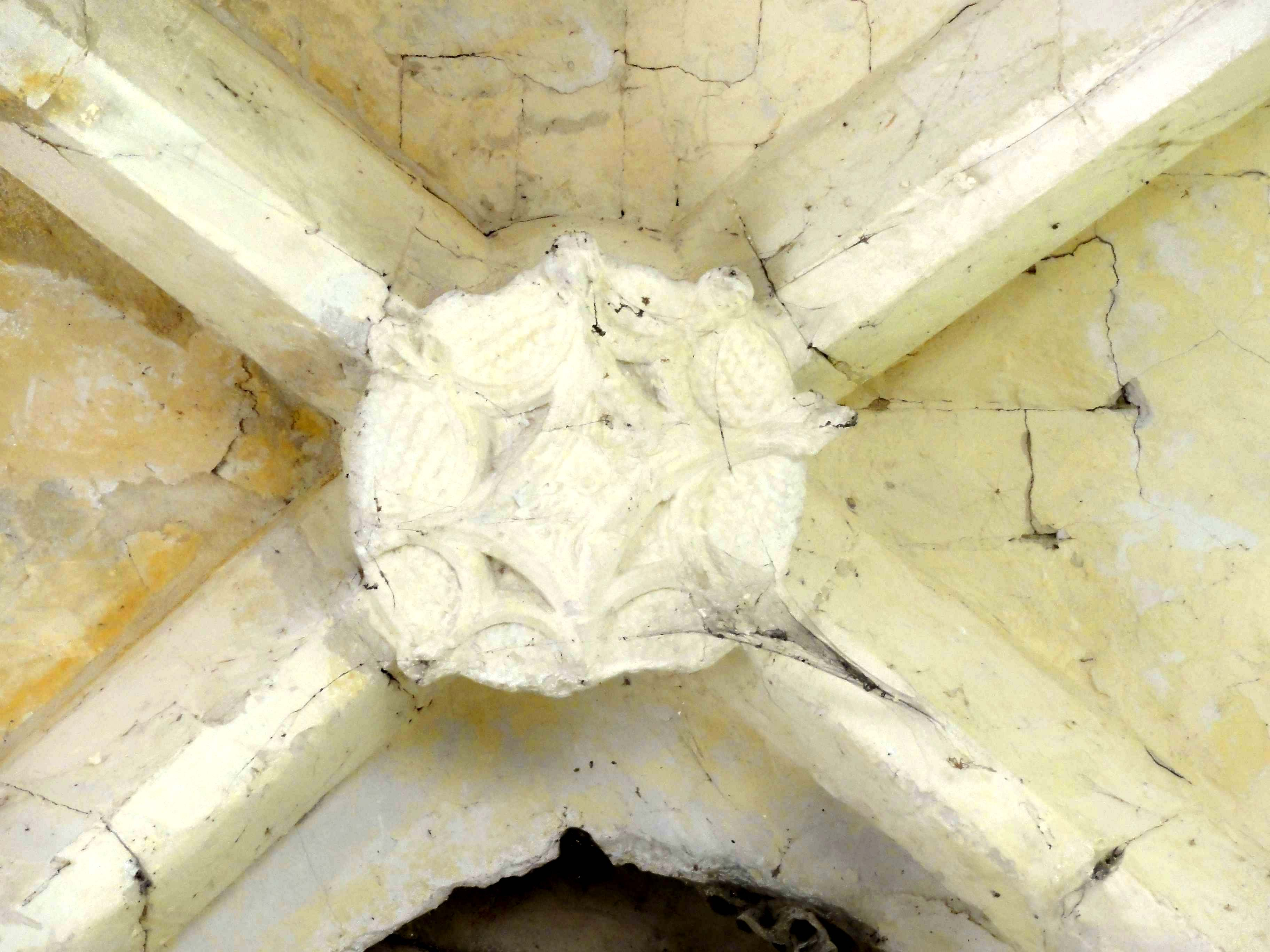
Clé de voûte de la base du clocher.

### Extérieur

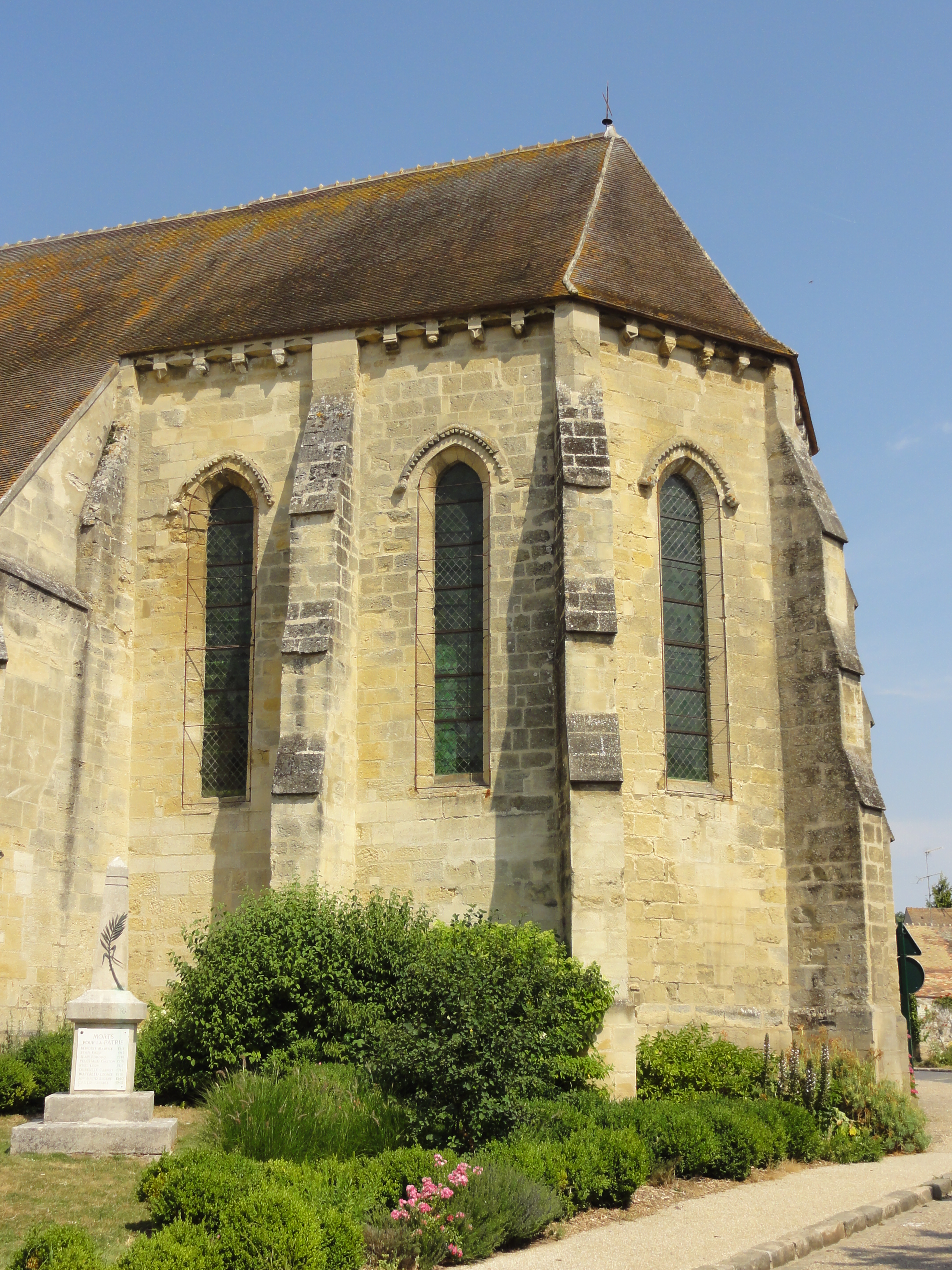
Chœur, vue depuis le sud.

La silhouette de l'église est imposante, car dépassant en hauteur la plupart des églises villageoises. Le chœur est d'un style puissant et austère, sans aucun élément de scansion horizontal, et marqué par des lignes claires. Les murs sont en pierres de moyen appareil. Ils sont épaulés par des contreforts pas très larges, mais assez saillants, qui se retraitent deux fois par des glacis pentus formant larmier, et s'amortissent également par un glacis formant larmier. Ce sont des contreforts à ressauts caractéristiques du style gothique primitif. On les trouve, souvent avec des retraites plus nombreuses ou des glacis sans larmier coupe-larmes, aussi à Avernes, Gouzangrez, Nesles-la-Vallée, Vétheuil, Us, etc. L'on note que des contreforts analogues sont englobés dans les murs orientaux des deux chapelles, ce qui montre que les croisillons, ainsi que peut-être l'ensemble du transept, n'ont été construits qu'une fois le chœur achevé. Contrairement à Avernes et Vétheuil, les fenêtres ne sont pas décorées, et simplement entourées d'un ébrasement. Elles sont surmontées d'un cordon de têtes de clous, qui retombe sur deux mascarons, comme à Auvillers, Bury, Gonesse, Laigneville et Monchy-Saint-Éloi. La corniche est assez intéressante, car répondant à un type rare dans la région. Elle est constituée de modillons diversement sculptées, de masques et de motifs abstraits, ou simplement moulurées, qui soutiennent une tablette sculptée d'ovales allongées taillées en biseau. Le chœur d'Avernes possède une corniche identique, ce qui souligne encore les liens de parenté entre les deux églises, déjà mis en relief par l'examen intérieur. On retrouve encore une corniche semblable à Seraincourt, ou, dans une forme plus archaïque et sans modillons, sur l'absidiole nord de Condécourt. Dans le contexte de Seraincourt, Aimée Rivière indique l'origine lombarde de cette forme de corniche.
Les deux chapelles sont bâties en pierre de taille. Celle du nord est épaulée, à l'est, par un massif de maçonnerie scandé par de nombreux ressauts, mais est dépourvue de contreforts. Celle du sud est flanquée par deux contreforts biais aux angles, conformément à l'usage à partir du milieu du XVIe siècle, et par un contrefort supplémentaire à l'intersection des deux travées. Les trois contreforts s'amortissent par un glacis formant larmier, et sont en outre scandés par un larmier, qui court tout autour de la chapelle à la limite des allèges. Le clocher est une construction à l'économique, et dénué de caractère. Il se compose d'un court étage intermédiaire aveugle, délimité vers le bas et vers le haut par un larmier, et d'un étage de beffroi ajouré de deux baies en arc brisé par face. La pierre de taille est réservée à cet étage, ainsi qu'aux chaînages d'angle. Des contreforts n'existent qu'au niveau du rez-de-chaussée, à l'ouest. D'autres clochers flamboyants sans contreforts sont Amfreville-sous-les-Monts, Bennecourt, Cuy-Saint-Fiacre et Écos.

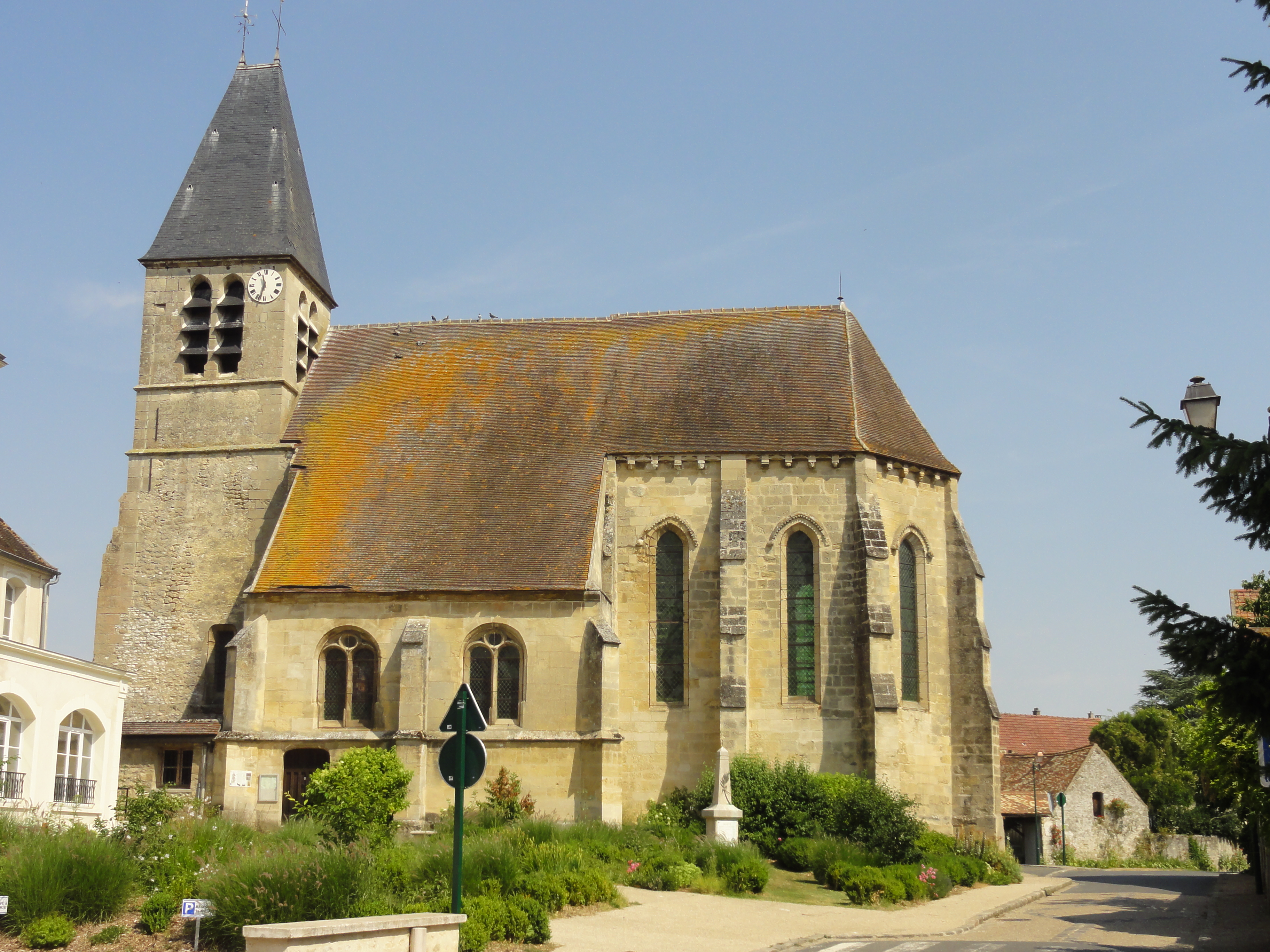
Vue depuis le sud.
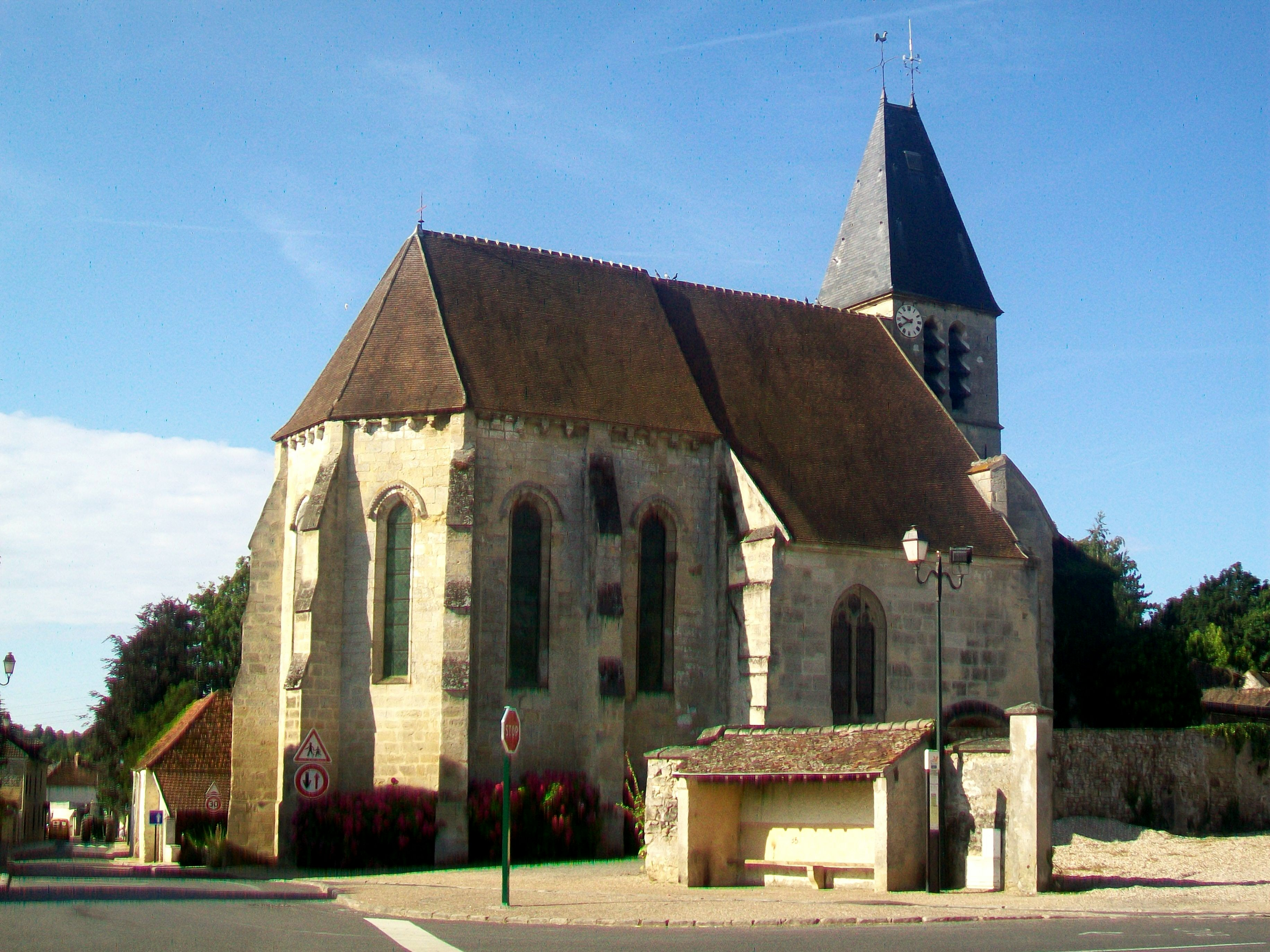
Vue depuis le nord.
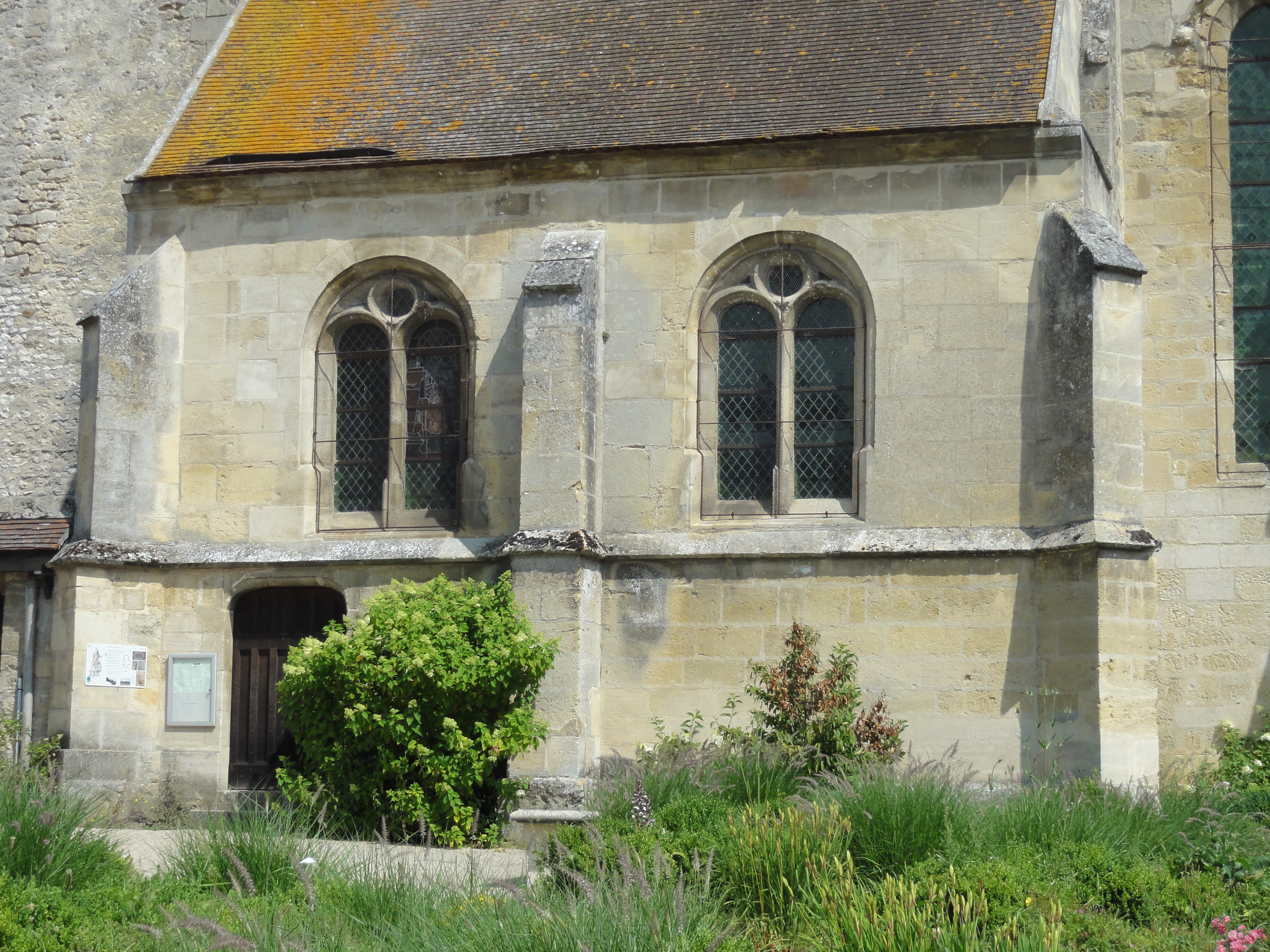
Chapelle latérale sud.
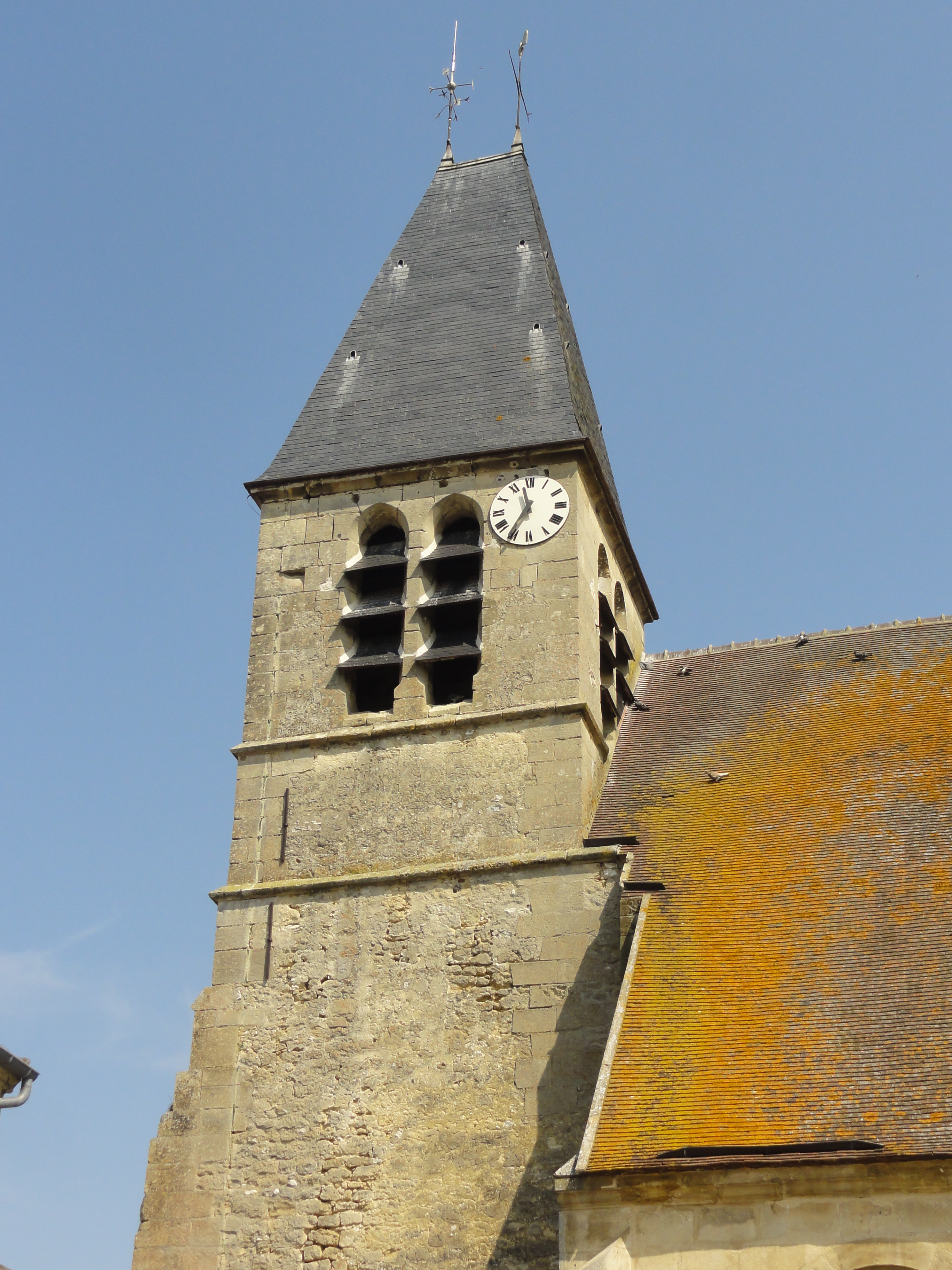
Clocher, côté sud.

## Mobilier

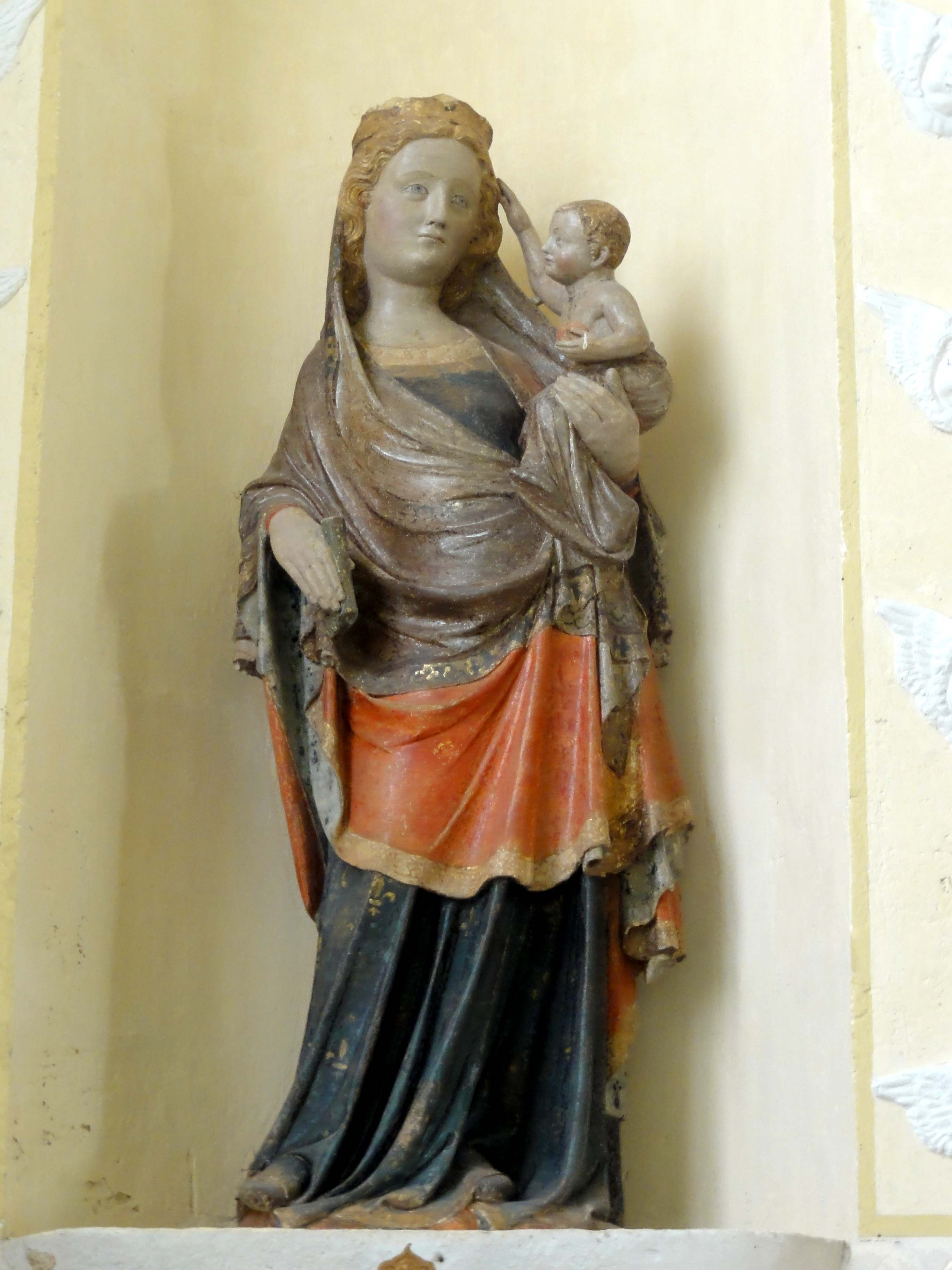
Vierge à l'Enfant du dernier quart du XIVe siècle.

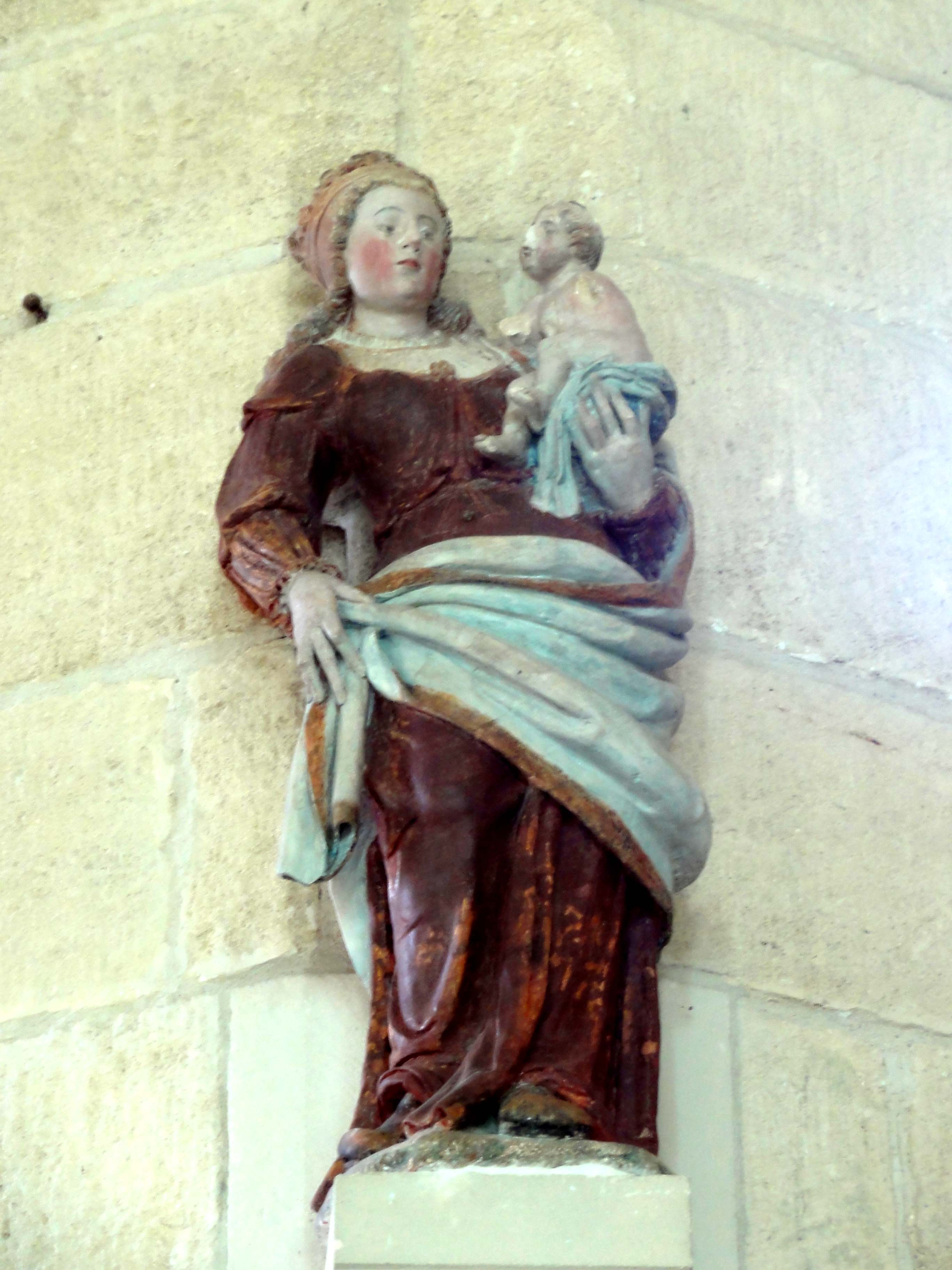
Vierge à l'Enfant du premier quart du XVIe siècle.

Parmi le mobilier de l'église, neuf éléments sont classés monument historique au titre objet, dont trois ues et trois dalles funéraires.
- Le bénitier dans le porche du portail latéral nord est en pierre, mesure 40 cm de diamètre, et daterait du XVe siècle. Il se compose d'une vasque octogonale, dont la partie inférieure s'étrécit vers le bas, et d'un fût octogonal, qui transite vers un plan carré près du sol. La partie supérieure de la vasque est moulurée. L'on trouve, du haut vers le bas, une doucine reliée à un chanfrein ; un large boudin aplati, où sont gravés, plus que sculptés, quelques feuillages ; et un boudin aplati de plus faible envergure. Le boudin comportant la frise représente la même hauteur que les deux autres moulures réunies. Toutes les moulures sont nettement accusées, et dégagées de leurs voisins. Le classement remonte à juillet 1912[15].
- La statue de la Vierge à l'Enfant de la chapelle de la Vierge, au nord, est en pierre polychrome. Elle mesure 120 cm de hauteur, et date du dernier quart du XIVe siècle. Elle est classée depuis juin 1906[16].
- La statue de la Vierge à l'Enfant de la chapelle de la Vierge sous le doubleau occidental de la croisée du transept est également en pierre polychrome. Elle mesure 75 cm de hauteur, et date du premier quart du XVIe siècle. Elle est classée depuis février 1915[17].
- La statue de saint Sébastien est en bois polychrome. Elle mesure 97 cm de hauteur, et date du XVIIIe siècle. Conformément à la tradition, le saint est représenté pendant son martyre, lié à un arbre et nu, à part un périzonium autour de la taille. L'œuvre est classée depuis juin 1963, et a été restaurée par Laurence Chicoineau en 2011. Les flèches, manquantes, n'ont pas été remplacées[18].
- Parmi les vitraux de la Renaissance, seuls deux fragments subsistent. Dans la première travée de la chapelle du sud, l'on voit une grande représentation de saint Gildard en tenue épiscopale, ainsi que des bordures décoratives en grisaille et jaune d'argent. Ce vitrail est daté du milieu du XVIe siècle, mais a certainement été complété lors d'une restauration. Selon l'arrêté de classement, il représenterait saint Blaise. Dans le soufflet de la baie de la chapelle de la Vierge (au nord), l'on voit une petite Trinité souffrante, soit un Christ en croix surmontée de la colombe du Saint-Esprit et de la tête de Dieu le Père. Ce fragment est daté du premier quart du XVIe siècle. Les deux vitraux sont classés depuis mai 1975[19].
- La dalle funéraire à effigies gravées de Jehan Dubray, seigneur des Bandes, et de Madeleine Guibillon, sa femme, mesure 231 cm de hauteur pour 115 cm de largeur, et date de 1628. Les deux époux sont représentés debout, les mains jointes pour la prière, légèrement tournés l'un vers l'autre, sous deux arcades en plein-cintre, surmontées d'un entablement à fronton triangulaire. Des médaillons contenant des têtes de chérubin figurent aux angles. L'inscription portée sur le pourtour de la dalle est la suivante : « Cy gisent noble homme Jehan Dubray seigneur des Baudes archer des gardes du corps du Roy qui deceda le vendredi 14e jour de juillet 1628 et de Magdeleine Guibillon sa femme qui deceda le ... priez Dieu pour leurs ames ». La date de décès de l'épouse n'a apparemment pas été gravée. La dalle est classée depuis novembre 1911[20].
- La dalle funéraire à effigies gravées de Jean Dubray, marchand laboureur, et de sa femme, mesure environ 200 cm de hauteur pour 90 cm de largeur, et date du dernier quart du XVIe siècle. Son inscription, partiellement effacée, se lit comme suit : « inscription (partiellement illisible) : Cy gissent honneste personne Jehan Du Bray vivant marchand et laboureur demeurant à Longuesse lequel deceda le 23… ». La dalle est également classée depuis novembre 1911[21].
- La dalle funéraire à effigies gravées d'un homme et de sa femme, mesure approximativement 200 cm de hauteur pour 100 cm de largeur, et date du dernier quart du XVIe siècle. Son inscription est en grande partie effacée. Seulement les mots « … deceda le … sa femme laquelle deceda le … » demeurent encore lisibles. Cette dalle a été classée en même temps que les précédentes[22].
- La cloche en bronze de 1733, de grosseur moyenne, porte l'inscription suivante : « L'an de +g. 1733 elle fut fondue par M. Charles Morel, bénite par Mre Jean Ancemot, tenue par le R.P. Dom Sauvaige, célérier de l'abbaye de Saint-Germain-des-Prés, les sieurs Jean Foulon et Corbin, marguilliers ». Elle est classée depuis avril 1944[3],[23].

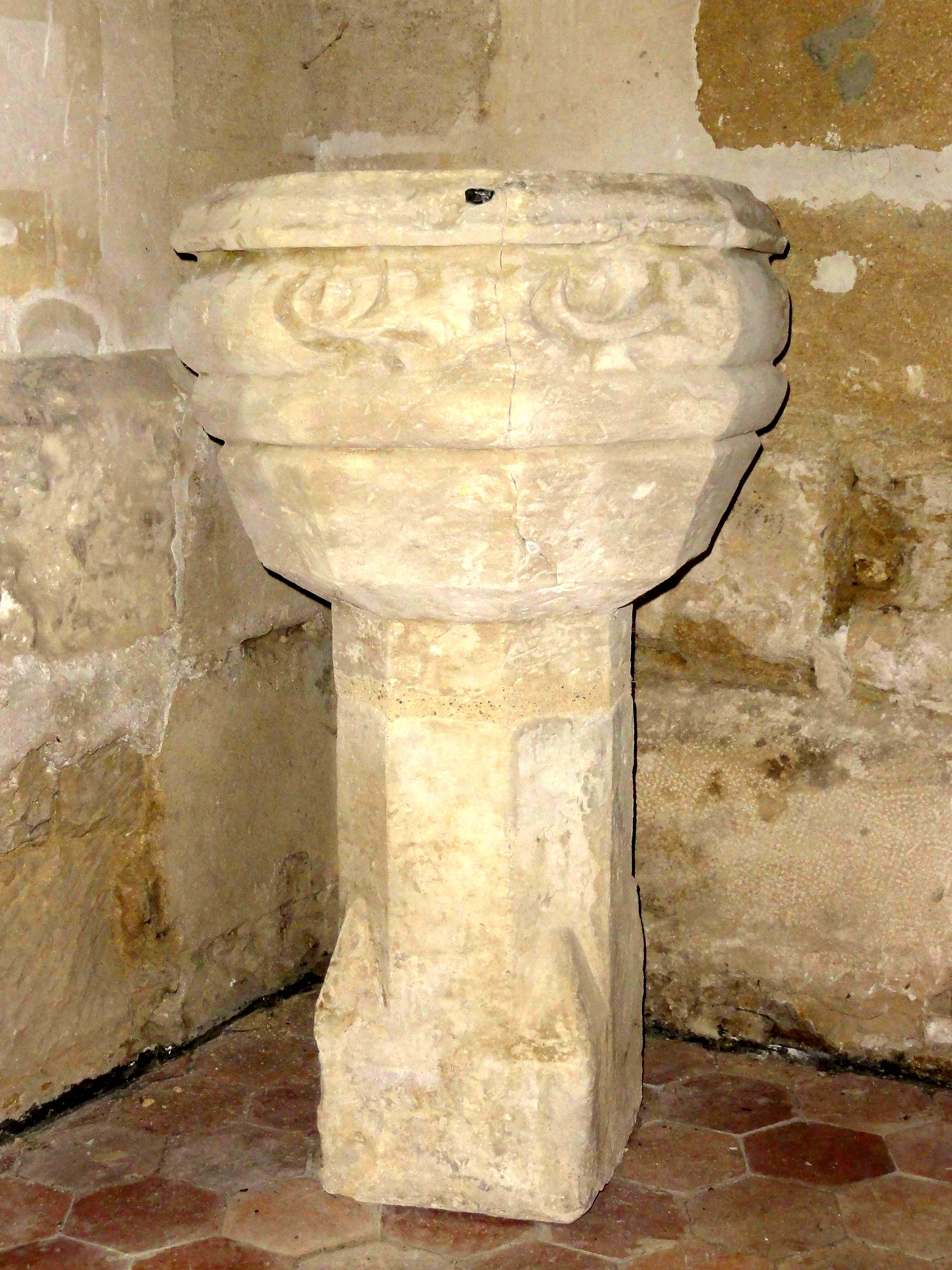
Bénitier.
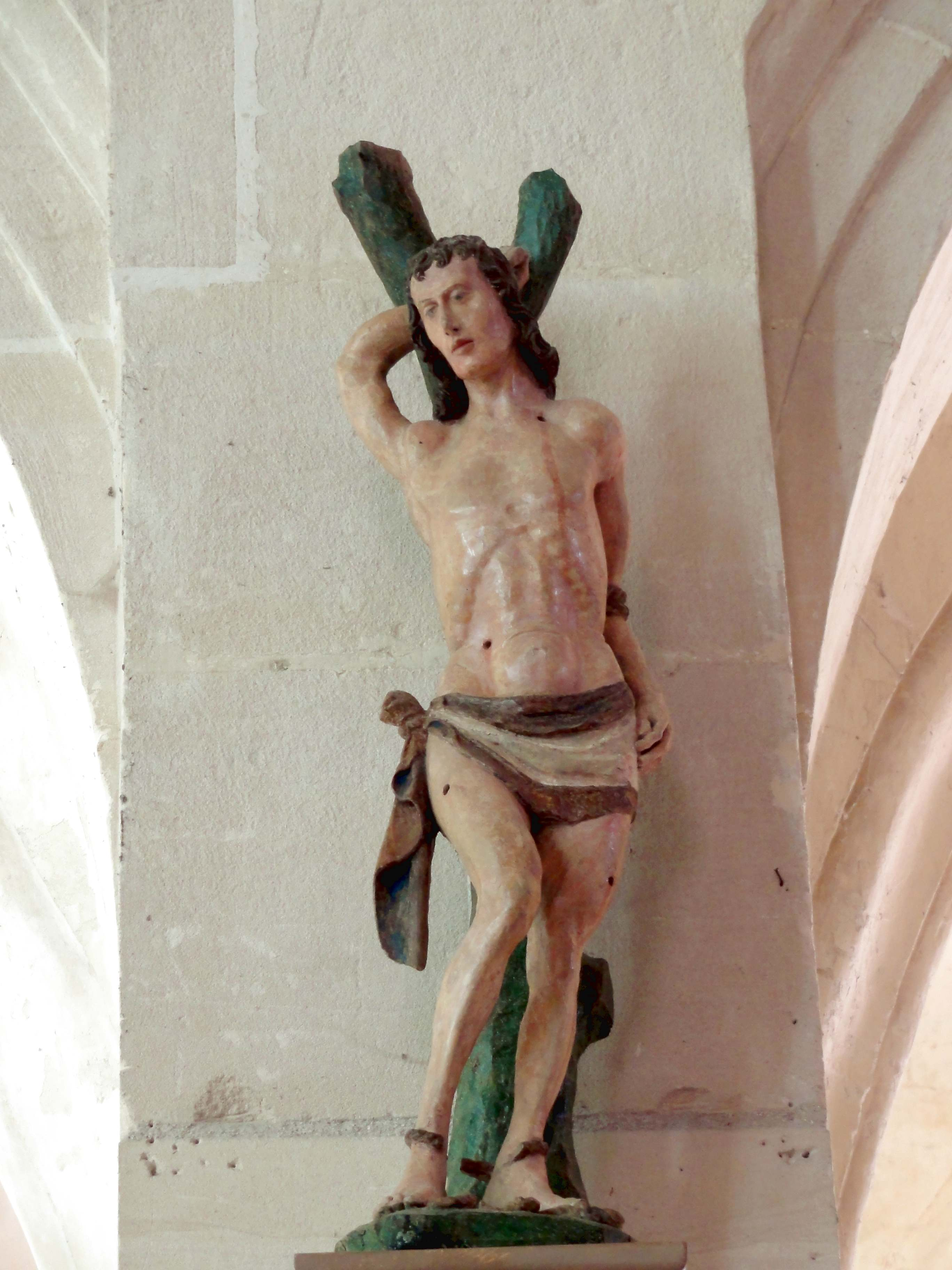
Statue de saint Sébastien.
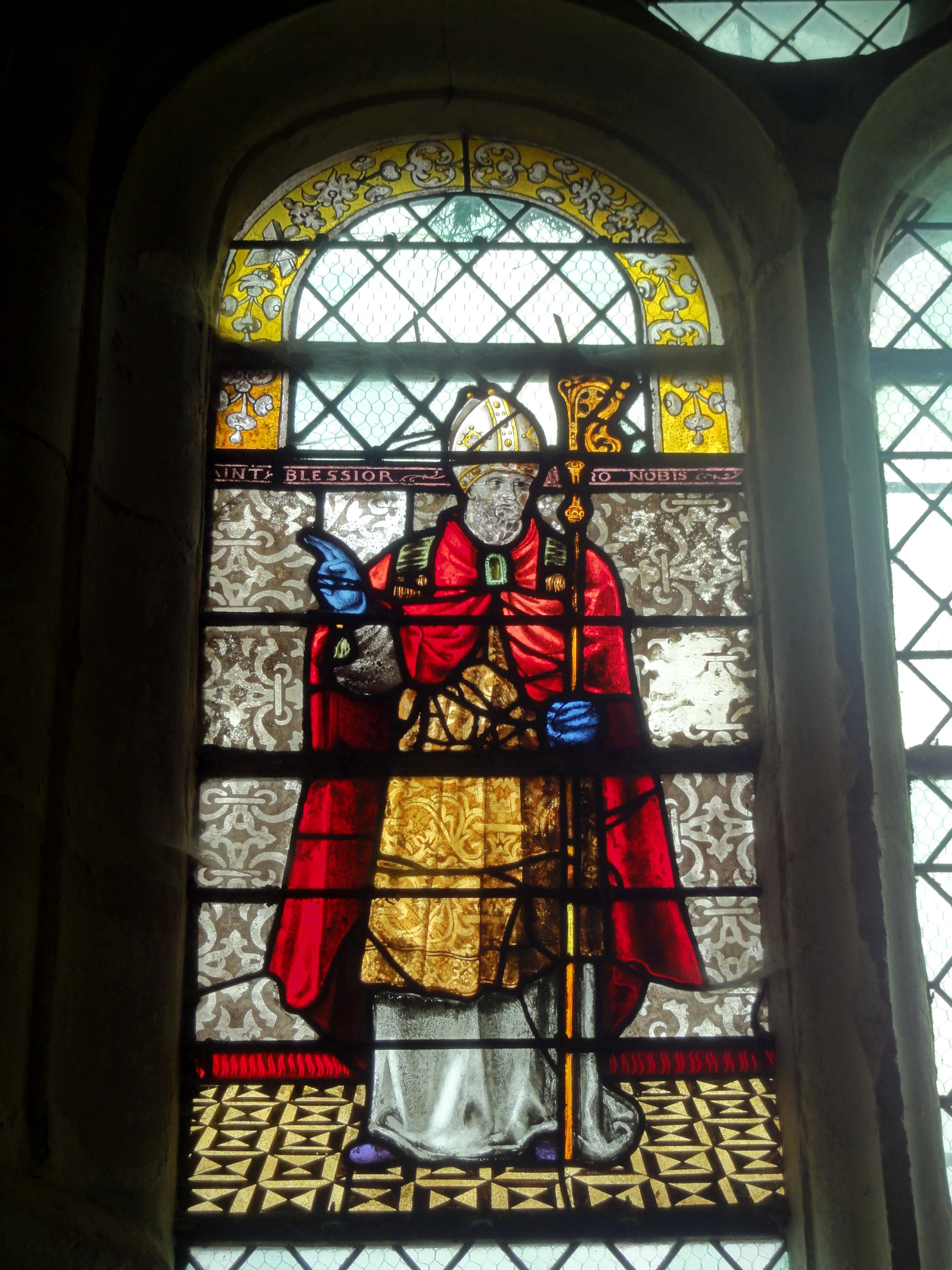
Vitrail - saint Gildard.
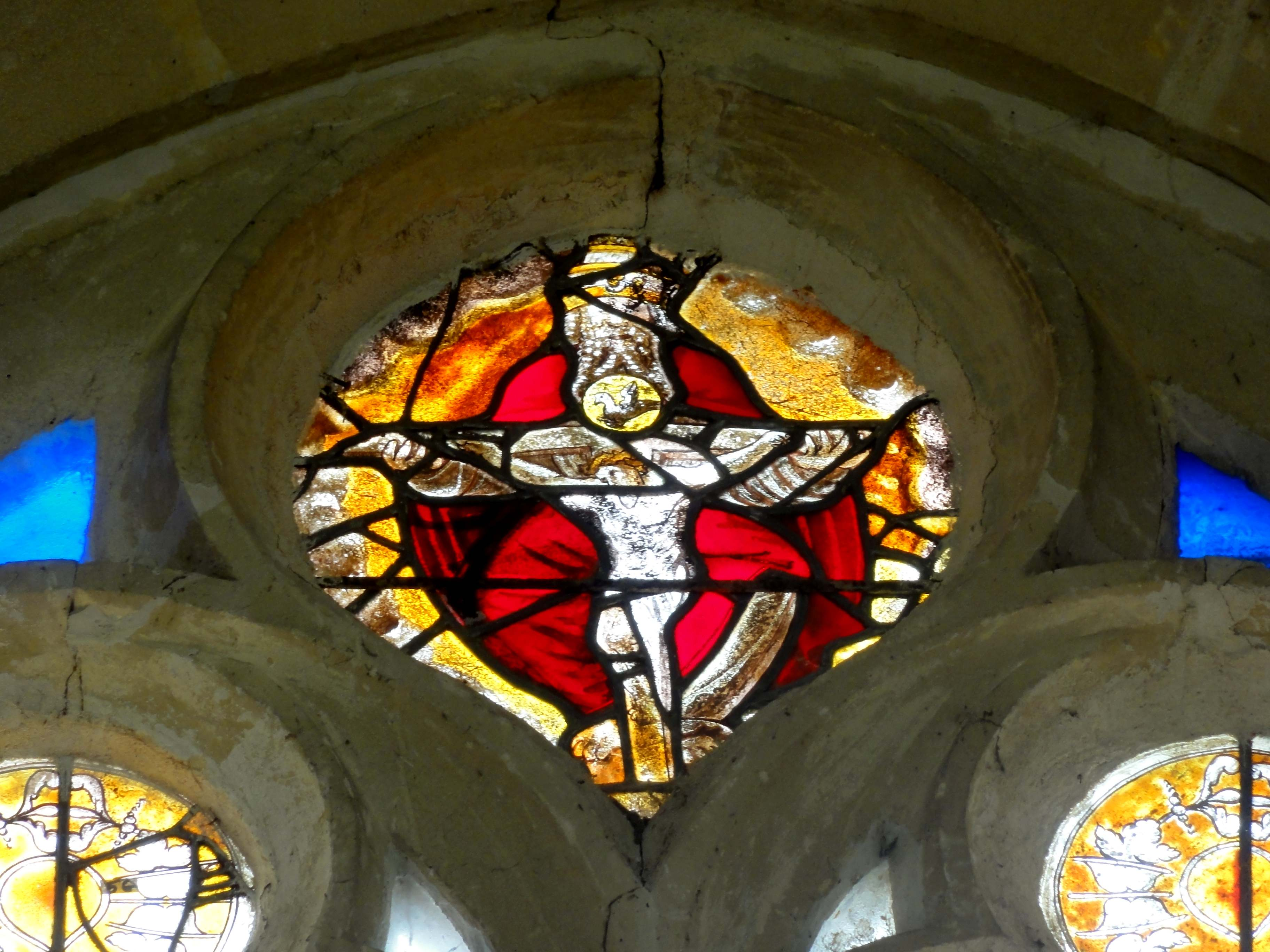
Vitrail - la Trinité souffrante.
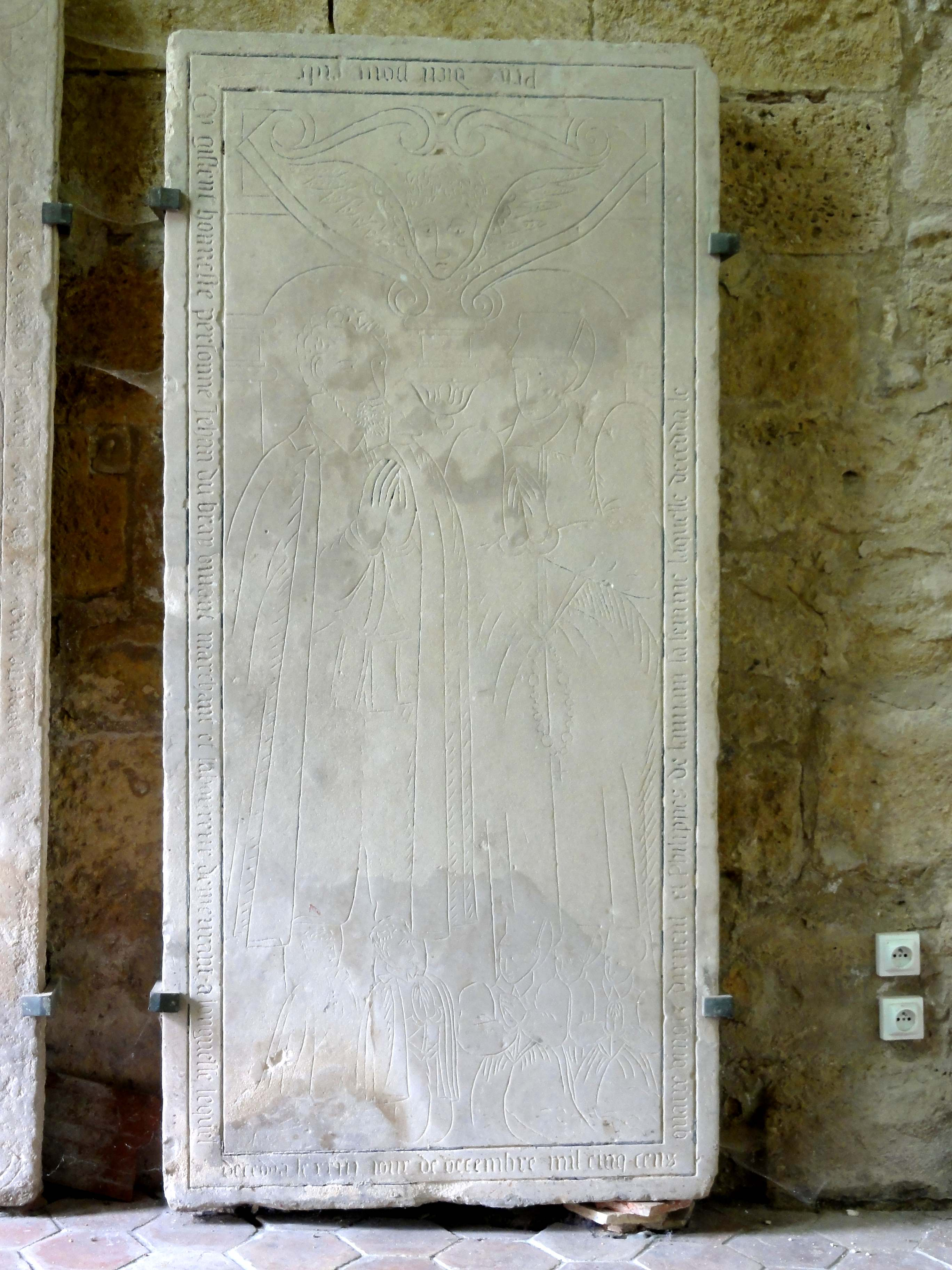
Dalle funéraire de Jean Dubray et de sa femme.
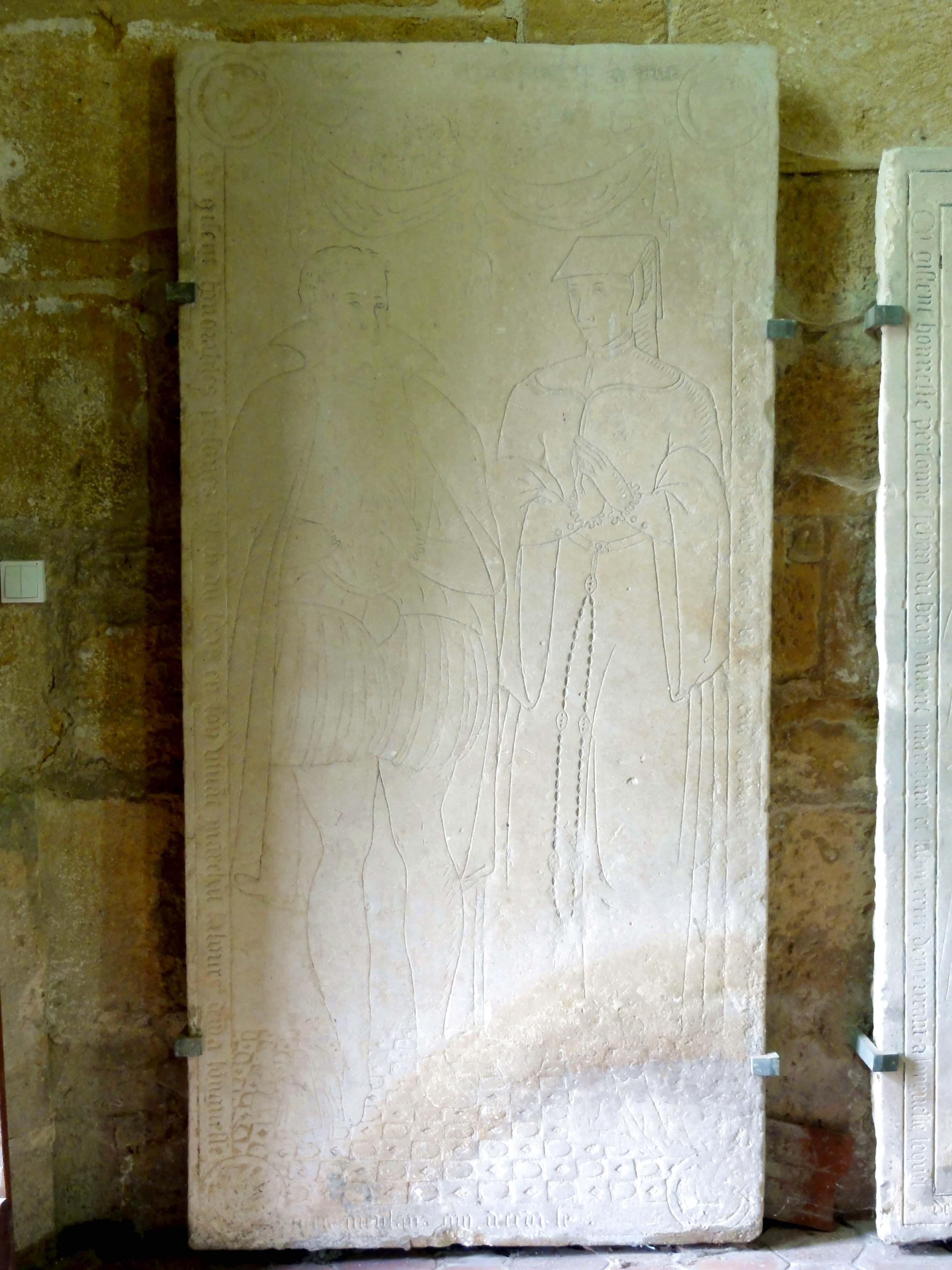
Dalle funéraire d'un homme et de sa femme.

- L'église conserve également trois grandes toiles, Le Christ en croix, La descente de la croix et La mise au tombeau, œuvres de l'artiste contemporain David Daoud.